# Freiwillige Helfer der Volkspolizei

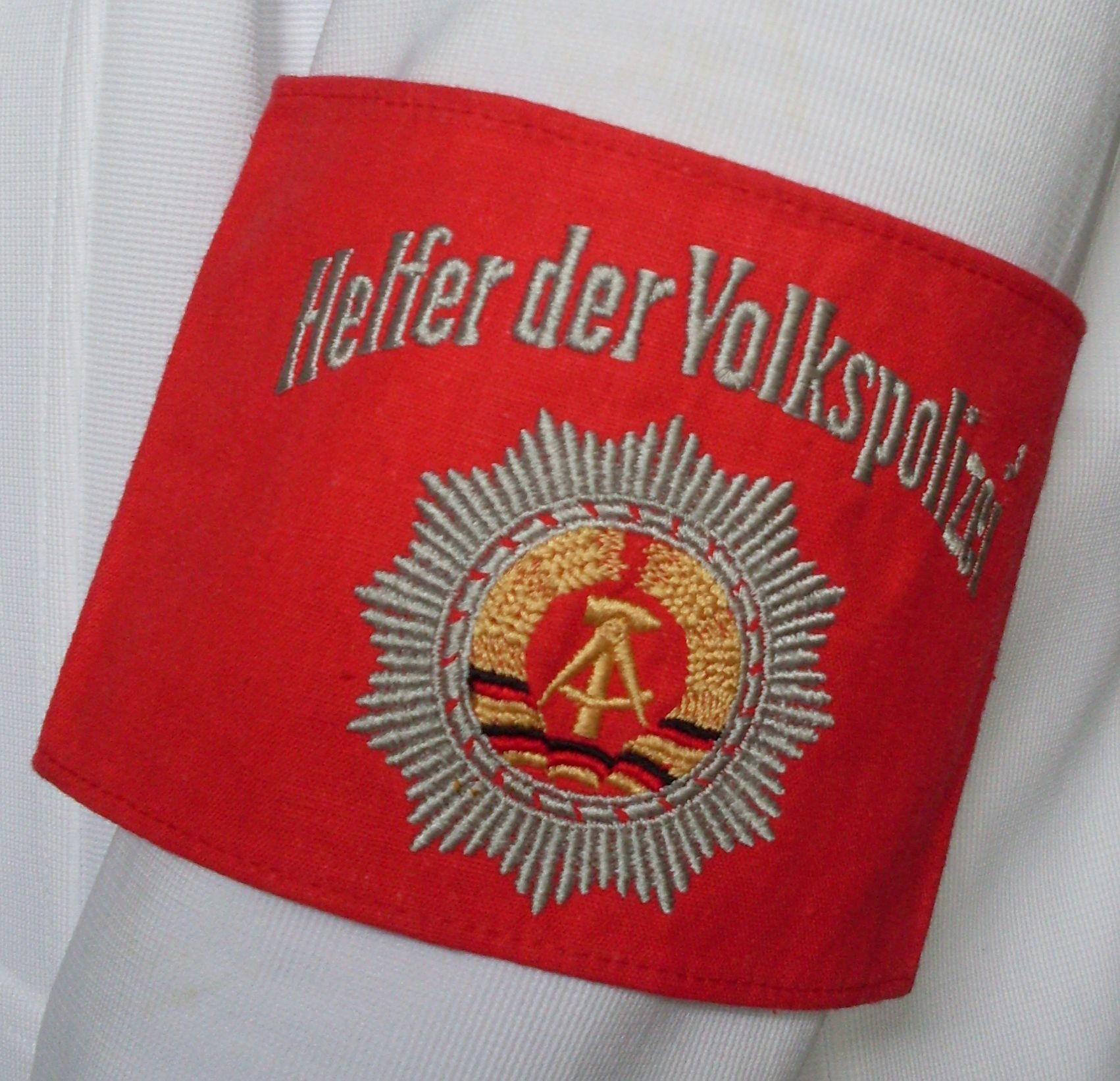
Rote Armbinde als Erkennungszeichen

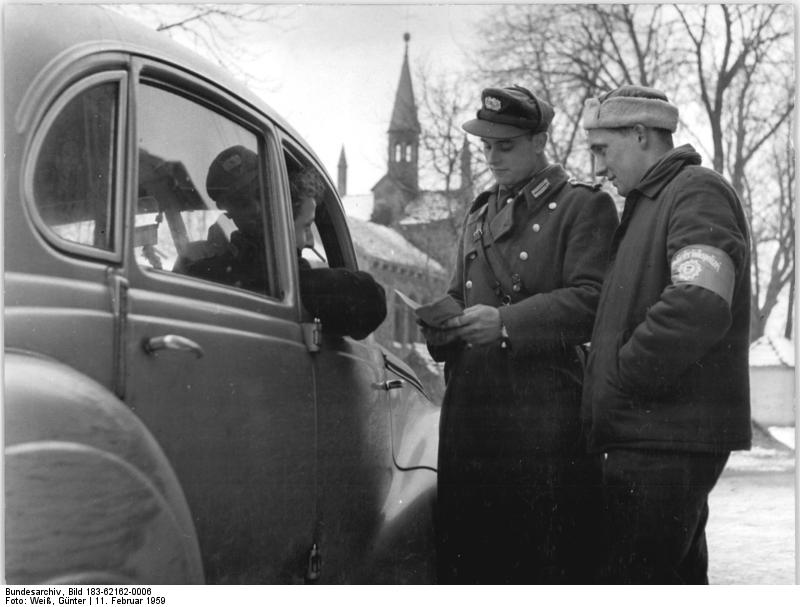
Fahrzeugkontrolle durch Volkspolizist und freiwilligen Helfer

Der Polizeistern der Volkspolizei war auch Erkennungsmerkmal der freiwilligen Helfer der VP

Freiwilliger Helfer der Volkspolizei (kurz FH) war zwischen 1952 und 1990 ein freiwilliger Polizeidienst von Laien für die Deutsche Volkspolizei (DVP). Sie wirkten auf gesetzlicher Grundlage der Deutschen Demokratischen Republik im Polizeidienst in den verschiedenen Bereichen der DVP mit. Zur Erkennung trugen die Helfer lediglich eine rote Armbinde (siehe Abbildung) am linken Oberarm. Eine Uniform gab es nicht, teilweise wurden ausgesonderte Uniformstücke ohne Hoheitszeichen, Schulterklappen usw. verwendet.
Die Einsatzgebiete der bei der Wende über 170.000 Ehrenamtlichen waren in der inneren Sicherheit vielseitig und reichten u. a. von der Kontrolle öffentlichen Lebens, der Grenzanlagen bis hin zur Verkehrssicherheit. Die Schwerpunkte änderten sich jedoch nach „aktuellen politischen Erfordernissen“ (Kollektivierung der Landwirtschaft, Mauerbau und Planerfüllung der Betriebe usw.) bzw. regional von Bezirk zu Bezirk der DDR. Mehrere Helfer bei der Schutzpolizei sahen sich als Pendant zu den Angehörigen der freiwilligen operativen Komsomolbrigaden der sowjetischen Miliz und forderten dementsprechend im Dezember 1959 z. B. vom zuständigen Minister (Ministerium des Innern, MdI) eine Erhöhung ihrer Kompetenzen, was aber abgelehnt wurde. Mit dem Hinweis, dass die Helfer ausschließlich unter der persönlichen Anleitung eines Volkspolizisten arbeiten sollten. In dieser Zeit lautete das Ziel ihres Einsatzes z. B. „erzieherische Einflussnahme in den Wohngebieten, in Betrieben und Kollektiven“. Ihr Aufgabengebiet erstreckte sich auf die Aufdeckung von Straftaten, Rechtsgutsverletzungen sowie deren Ursachen und begünstigenden Bedingungen, deren Verfolgung neben anderen Stellen zumeist durch die Volkspolizei gewährleistet wurde.
Die Gründung erfolgte am 25. September 1952, die Auflösung am 30. September 1990.

## Historische Entwicklung

### Gründung und Zulassung

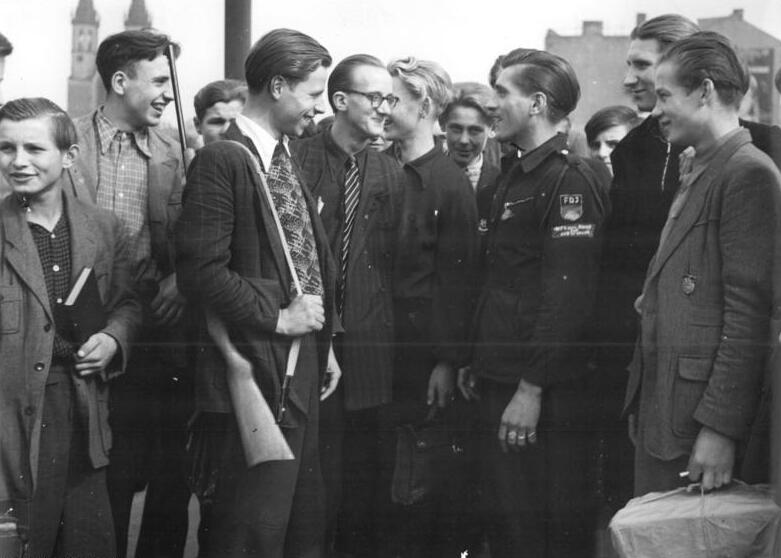
Die ersten Bewerber als freiwillige Helfer für die Volkspolizei, FDJ-Mitglieder im sogenannten Ehrendienst für Deutschland (15. September 1952)

Eine Vorstufe der freiwilligen Helfer der Volkspolizei war der Ehrendienst in der Deutschen Volkspolizei, in den 1952 viele FDJ-Mitglieder eintraten. Im Oktober 1952 wurden die Abschnittsbevollmächtigten (ABV) eingeführt. Dabei konnte die DDR-Führung auf sowjetische Erfahrungen bei der Entwicklung der Aufgabenfelder des späteren ABV zurückgreifen.
Am 25. September 1952 wurden per Verordnung des Ministerrates der DDR die Freiwilligen Helfer der Volkspolizei zugelassen und ihr rechtlicher Kontext in der Verordnung umrissen: Personen, die das 17. Lebensjahr vollendet hatten, konnten in von der Volkspolizei organisierten „Gruppen freiwilliger Helfer zur Unterstützung der Volkspolizei“ aufgenommen werden.
Die Verordnung beinhaltete zunächst wenig konkretes über Struktur, Unterstellung und Aufgaben, was anfänglich eine Art von „Wildwuchs“ förderte. Die Verordnung vom September 1952 war ohnehin eine Reaktion auf die Gründung von Freiwilligenbrigaden bereits im Sommer dieses Jahres, insbesondere im ehemaligen Land Thüringen. Erst spätere Verordnungen korrigierten dies.

### Etablierung und Festigung im Staatsapparat
Mit dieser Verordnung erlangten die freiwilligen Helfer der Volkspolizei ihre Legalität und zugleich ihre Befugnisse vor dem Gesetz. Mit Befehl Nr. 152/52 vom Chef der KVP vom 10. Dezember 1952 wurde die Struktur und Organisation des ABV-Wesens festgelegt. Er war fortan Bindeglied zwischen der Volkspolizei, auch über die freiwilligen Helfer der Volkspolizei zur Bevölkerung. In den nun folgenden Wochen und Monaten wurde das ABV-Helfer-System verfeinert und etabliert. So sahen sich sowohl ABV wie auch die freiwilligen Helfer der Volkspolizei in ihrer Tätigkeit operativ-vorbeugend, das heißt auf die Verhinderung von Straftaten, Verfehlungen und Ordnungswidrigkeiten sowie auf die Abwendung von Gefahren und Störungen gerichtet.
In größeren VEBs entstanden auch die freiwilligen Helfer des Betriebsschutzes (A). Schon wenige Monate nach der Gründung des ABV und der freiwilligen Helfer der Volkspolizei am Ende des Jahres 1952 kam die Hauptverwaltung der Volkspolizei zu der Schlussfolgerung, das ABV-Helfer-System weiter zu verdichten und auszuweiten. Die Etablierung des ABVs und seiner Helfer war Ende 1952 bereits abgeschlossen.
Am 16. März 1964 wurde eine zweite Verordnung erlassen, in deren Zuge die Tätigkeiten, Befugnisse und Zulassungsvoraussetzungen der freiwilligen Helfer klarer definiert wurden. Die neue Verordnung betraf jedoch nicht nur die freiwilligen Helfer der Volkspolizei, sondern auch die freiwilligen Helfer der Grenztruppen der NVA, die aber eine untergeordnete Rolle in dieser Verordnung spielten.
Am 1. August 1965 wurde eine Direktive des Minister des Innern und Chefs der Deutschen Volkspolizei über die Arbeit der freiwilligen Helfer der Deutschen Volkspolizei erlassen.
Am 1. April 1982 mit Wirkung zum 1. Mai 1982 erließ der Ministerrat der DDR die dritte und letzte Verordnung, in der die zuvor gemeinsam behandelten freiwilligen Helfer der Volkspolizei und der Grenztruppen nun wieder getrennt behandelt wurden. Während die freiwilligen Helfer der Grenztruppen im Gesetz über die Staatsgrenze der Deutschen Demokratischen Republik, ebenfalls mit Wirkung zum 1. Mai 1982, einflossen, bestimmte die Verordnung über die freiwilligen Helfer der Deutschen Volkspolizei nun ausdrücklich einen abgeschlossenen Befugniskatalog sowie die konkreten Einstellungsvoraussetzungen und Vermittlungsgrundsätze. Nach den Eingangsworten galten nun als freiwillige Helfer der Deutschen Volkspolizei all jene, die durch ihre Bereitschaft und aktive Mitwirkung bei der Gewährleistung der öffentlichen Ordnung und Sicherheit mit dazu beitrugen, den „zuverlässigen Schutz der Arbeiter-und-Bauern-Macht zu sichern“. Definitionsgemäß waren dies Bürger der DDR, die ehrenamtlich die Deutsche Volkspolizei aktiv unterstützten und Aufgaben auf der Grundlage der erlassenen Verordnung erfüllten. Ihre Tätigkeit galt als eine Form der „bewussten und aktiven Teilnahme der Bürger zur Wahrnehmung ihrer Grundrechte und -pflichten beim Schutz der sozialistischen Gesellschaft der DDR“.

### Rolle der Staatssicherheit
Den Ergebnissen der bisherigen wissenschaftlichen Forschung ist zu entnehmen, dass das Ziel der Schaffung der Freiwilligen Helfer keinesfalls nur die personelle Verstärkung beim Streifen- und Postendienst oder bei Großveranstaltungen und die erzieherische Einflussnahme auf die Bürger zur Einhaltung der Gesetzlichkeit war. Von Anfang ging es auch um diskrete Ausspähung dort, wo die „Arbeiter-und-Bauern-Macht“ bisher keinen Zugang bekommen konnte, wodurch die Tätigkeit einiger Freiwilliger Helfer mit ihrem eigentlichen Auftrag in Konflikt geriet.
Aussagen ehemaliger Volkspolizisten des Bezirkes Dresden, die als Vorgesetzte und Ausbilder unmittelbar mit Freiwilligen Helfern im Einsatz gestanden hatten, lassen auch den Schluss zu, dass von der Staatssicherheit gezielt Freiwillige Helfer platziert wurden, wohl auch mit Duldung oder Gewährung seitens der Volkspolizei. Dank ihrer Hilfe war es dem Ministerium für Staatssicherheit der DDR möglich, ihr Überwachungsnetz auch in diese Personenkreise zu spannen, um so zielgerecht auffällige „Subjekte“ zu beschatten und verfolgen zu können, auch und vor allem in den eigenen Reihen. Konkrete Zahlen von Freiwilligen Helfern, die als IM tätig waren, sind nicht beizubringen. Als Anhaltspunkt kann man die „Belastungsquote“ von Angehörigen der Volkspolizei mit nahezu 40 % heranziehen, die aufgrund derartiger Staatssicherheitstätigkeiten als „IM-Belastete“ galten und im Zuge der IM-Überprüfung nach der Wende aus dem Dienst der Polizei ausscheiden mussten.
Die Arbeit der Freiwilligen Helfer der Volkspolizei beschränkte sich, aus den Erfahrungen des 17. Juni 1953, auf eine rein informative Streifentätigkeit. Mit dem beginnenden Zusammenbrechen des DDR-Staatssystems wurden die ursprünglichen Aufgabenzuweisungen der Freiwilligen Helfer mehr und mehr beschnitten. Ihre Aufgaben übernahmen staatstreue und geradlinige Organe wie z. B. die Kampfgruppen der Arbeiterklasse. So war es nicht verwunderlich, dass die Freiwilligen Helfer, anfangs noch als Respektspersonen behandelt, nun stellvertretend für das verhasste DDR-Regime, zum Gespött der Bürger und ihre Arbeit verächtlich gemacht oder belächelt wurden.

### Wendezeit und Auflösung

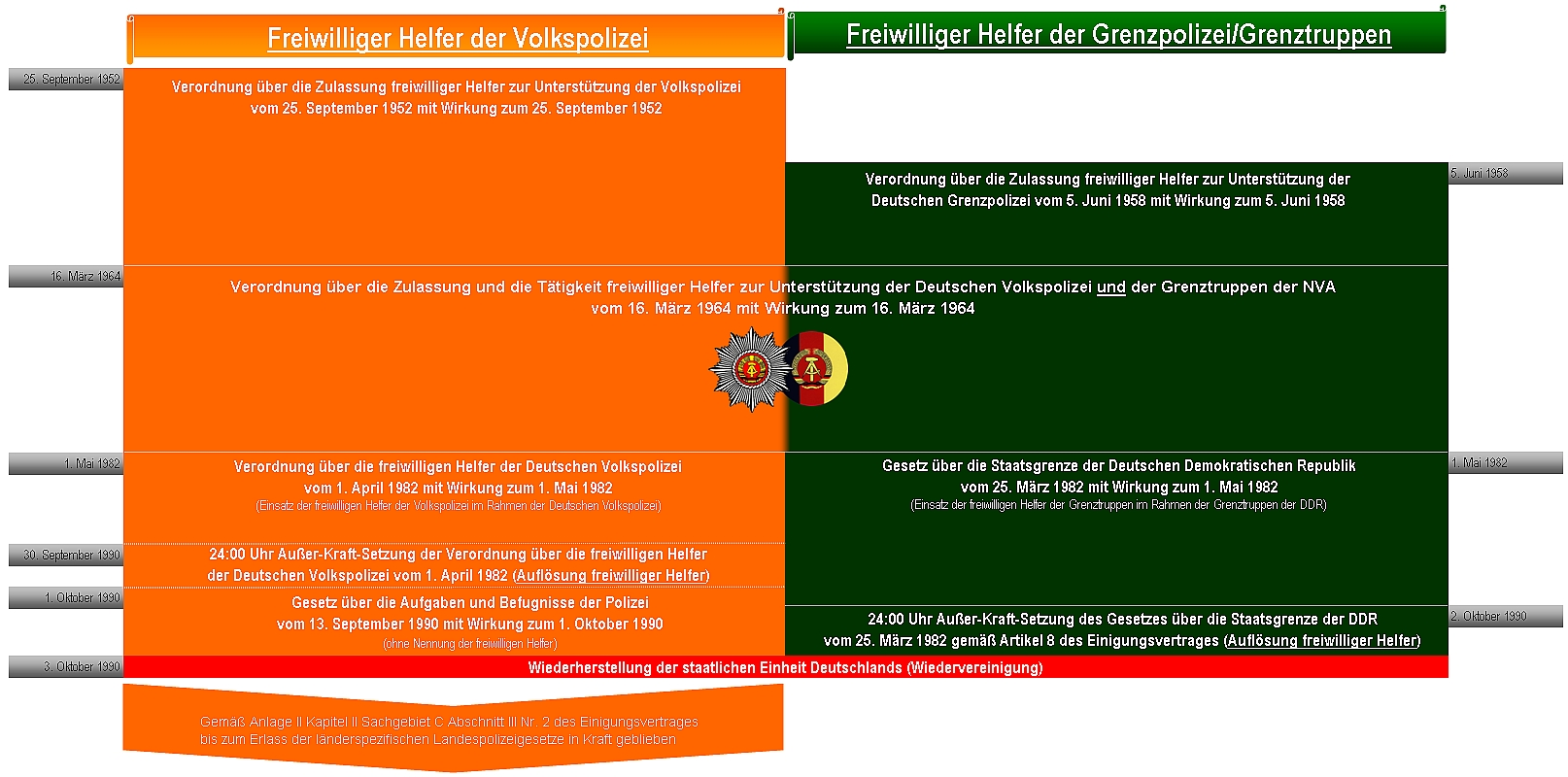
Gesetzliche Grundlagen der Freiwilligen Helfer der Volkspolizei bzw. der Grenztruppen bis zu deren Auflösung

Spätestens zum Zeitpunkt der Wende in der DDR wurde der Großteil der Präventivmaßnahmen von den Bürgern überhaupt nicht mehr ernst genommen, Aufforderungen boykottiert oder einfach nicht mehr beachtet. Im Bereich des Bezirks Dresden waren die Freiwilligen Helfer der Volkspolizei schon Ende Dezember 1989 faktisch nicht mehr existent. Hintergrund war, dass die Betriebe keinen Anreiz mehr darin sahen, die Freiwilligen Helfer von ihrer Arbeit freizustellen. Man stand vor weitreichenden Konsequenzen und nie dagewesenen wirtschaftlichen Problemen. Das System des Abschnittsbevollmächtigten brach in der Folgezeit bis etwa Mitte 1990 dann vollständig in diesem Bezirk zusammen, so dass die Freiwilligen Helfer spätestens zu diesem Zeitpunkt aufhörten zu existieren.
Die Auflösung beider Gruppen der Freiwilligen Helfer, sowohl die der Volkspolizei wie auch die der Grenztruppen der DDR geschah fast parallel, jedoch nicht identisch. So erließ der Ministerrat der DDR am 13. September 1990 mit Wirkung zum 1. Oktober 1990 noch das „Gesetz über die Aufgaben und Befugnisse der Polizei“, welches sich an den Grundprinzipien der Bundesrepublik Deutschland orientierte wie es im Einigungsvertrag vom 31. August 1990 festgeschrieben war. Das so geschaffene Gesetz bildete eine Zwischenlösung und sollte bis zum Inkrafttreten der jeweiligen länderspezifischen Polizeigesetze ihrerseits Gültigkeit besitzen. Mit Inkrafttreten des Gesetzes zum 1. Oktober trat nun automatisch zum 30. September 1990 um 24:00 Uhr die bisherige „Verordnung über die Freiwilligen Helfer der Deutschen Volkspolizei“ vom 1. April 1982 außer Kraft, was zur Folge hatte, dass die Freiwilligen Helfer faktisch am 1. Oktober 1990 (ab 0:00:01 Uhr) ohne rechtliche Grundlage waren. Ihre offizielle Auflösung kann somit auf den 30. September 1990 datiert werden.

### Kurzchronik
- 25. September 1952: Die Verordnung des Ministerrates der DDR über die Bildung der Gruppen freiwilliger Helfer zur Unterstützung der Volkspolizei wird verkündet. Die ersten freiwilligen Helfer kommen aus der Arbeiterklasse und sollen die Arbeit der Volkspolizei unterstützen.
- 10. Dezember 1952: Auf Befehl des Chefs der Deutschen Volkspolizei Karl Maron wird mit dem Aufbau des Systems des Abschnittsbevollmächtigten begonnen. Diese sollen zur Unterstützung ihrer Tätigkeit freiwillige Helfer gewinnen.
- Januar 1954: Die 17. Tagung des ZK der SED bringt Beschlüsse zur sozialistischen radikalen Umgestaltung der Landwirtschaft. Dadurch erwachsen dem Abschnittsbevollmächtigten sowie seinen freiwilligen Helfern in den ländlichen Gemeinden der DDR umfangreiche Aufgabenzuwächse.
- Dezember 1955: Erste große Zentrale ABV-Konferenz. Die bisher gesammelten Erfahrungen mit den freiwilligen Helfern sollen schnell verallgemeinert werden, insbesondere durch bessere Schulungen.
- 13. August 1961: Freiwillige Helfer der Volkspolizei sowie der Deutschen Grenzpolizei sind bei der Abriegelung der Straßen- und Schienenwege im Zuge des beginnenden Mauerbaus in besonderem Maße beteiligt.
- 24. Mai 1962: Erlass des Staatsrates der DDR über die Rechtspflege. Helfergruppen überprüften daraufhin ihre Aufgaben.
- September 1967: Friedrich Dickel würdigt in Berlin den Einsatz der mittlerweile über 100.000 freiwilligen Helfer öffentlich. Zeitgleich gehen immer neuere Initiativen von sogenannten „fortgeschrittenen Helferkollektiven“ aus.
- 17. Februar 1969: Gleichzeitig beschließt der Ministerrat der DDR beschließt eine weitere Erhöhung der Sicherheit im Straßenverkehr und die damit einhergehende Verantwortung der FH auf diesem Gebiet.[13]
- Oktober 1969: Hunderte freiwillige Helfer sind in der Landeshauptstadt mit der Sicherung zum 20. Jahrestag der DDR betraut.
- 29. Juni 1970: Festveranstaltung im Friedrichstadt-Palast in dessen Folge der Ministerrat der DDR und das Zentralkomitee der SED die Verdienste der Volkspolizei sowie ihrer Helfer würdigen.[14]
- Juli 1970: Zum 25. Jahrestag der Volkspolizei werden von der Staatsführung der SED die Bilanzen der Erfolge der freiwilligen Helfer proklamiert.[15]
- 17. Dezember 1971: Regelung des Transitverkehrs durch eine massive Verstärkung der freiwilligen Helfer (im Verband mit der VP) auf den Transitstraßen.[16]
- 15. Juni 1972: Der Minister für Nationale Verteidigung der DDR erlässt die Anordnung über die Ordnung in den Grenzgebieten und den Territorialgewässern der Deutschen Demokratischen Republik (Grenzordnung)[16][17]
- 25. September 1972: Zum 20-jährigen Bestehen werden “verdiente Helferkollektive” vom Minister des Innern Friedrich Dickel ausgezeichnet.[18]
- 28. Juli – 5. August 1973: Die X. Weltfestspiele finden in Ost-Berlin statt. Freiwillige Helfer sind beteiligt an der Ablauforganisation.[19]
- 1. April 1982: Die neue Verordnung über die freiwilligen Helfer der Deutschen Volkspolizei tritt in Kraft.
- 13. September 1990: Erlass des Gesetzes über die Aufgaben und Befugnisse der Polizei mit Wirkung zum 1. Oktober 1990. Die freiwilligen Helfer werden darin nicht mehr erwähnt.
- 30. September 1990: Offizielle Auflösung der freiwilligen Helfer der Volkspolizei.

## Einteilung und Strukturierung
Die Einteilung und Strukturierung erfolgte situationsbedingt und meist den örtlichen Gegebenheiten angepasst. Allerdings waren sie ein fester Bestandteil der Organisation der Deutschen Volkspolizei. Insbesondere im Bereich des Abschnittsbevollmächtigten, wo sie eine wichtige Rolle für die „Gewährleistung von Sicherheit und Ordnung“ dargestellten. Mit dem Einsatz der Freiwilligen Helfer konnte die Volkspolizei eigene personelle Engpässe ausgleichen.
Die Tätigkeitsfelder unterschieden sich wie folgt:
- Freiwillige Helfer
  - der Schutzpolizei
    - in deren Revieren
    - für Abschnittsbevollmächtigte (ABV) der Schutzpolizei
    - des Betriebsschutzes

  - der Verkehrspolizei
  - der Kriminalpolizei[20]
  - der Transport- bzw. Bahnpolizei
  - der Wasserschutzpolizei
  - der Deichwehr
  - der Grenzpolizei (1958–1964 auf Basis getrennter gesetzlicher Grundlagen)
  - der Grenztruppen (1964 bis zur endgültigen Trennung 1982 – auf Basis gemeinsamer gesetzlicher Grundlagen)

Die freiwilligen Helfer der Deichwehr, vorwiegend im Küstengebiet der Ostsee oder im brandenburgischen Oderbruch eingesetzt, hatten die Aufgabe, gemeinsam mit Deichschutzpatrouillen oder der Feuerwehr den Zustand von Deichen und Dünen zu kontrollieren.
Die Angehörigen der Transportpolizei (Trapo), zu der die Bahnpolizei gehörte, trugen dunkelblaue Uniformen. In ihren Reihen diente auch ein Abschnittsbevollmächtigter, der an einem schildförmigen blauen Ärmelabzeichen erkennbar war, auf dessen oberen Rand leicht in weißer Schrift gebogen stand Abschnittsbevollmächtigter. Auch ihm sowie der Reichsbahn allgemein, waren als Reserven oder zur Hilfsunterstützung aller Art Freiwillige Helfer der Transportpolizei unterstellt. Da ihre Aufgaben im weitesten Sinn mit denen der Freiwilligen Helfer der Volkspolizei identisch sind, beziehen sich deren Aufgabenfelder auch auf die Helfer der Transportpolizei. Eine blaue Armbinde trugen die Freiwilligen Helfer der Trapo jedoch nicht, sondern die bekannte Rote.
| Mögliche Befehlsstrukturen der Freiwilligen Helfer im Einsatz       | Mögliche Befehlsstrukturen der Freiwilligen Helfer im Einsatz                                        | Mögliche Befehlsstrukturen der Freiwilligen Helfer im Einsatz                             | Mögliche Befehlsstrukturen der Freiwilligen Helfer im Einsatz   |
| ------------------------------------------------------------------- | --- | ----------------------------------------------------------------------------------------- | --------------------------------------------------------------- |
|                                                                     | |                                                                                           |                                                                 |
| Musterstruktur der freiwilligen Helfer der Volkspolizei mit dem ABV | Musterstruktur der freiwilligen Helfer der Volkspolizei im Rahmen des Einsatzes mit der Volkspolizei | Muster einer Befehlsstruktur der freiwilligen Helfer bei der Transportpolizei mit dem ABV | Interne Musterstruktur der freiwilligen Helfer der Volkspolizei |

Der strukturelle organisatorische Aufbau der freiwilligen Helfer war im Prinzip sehr einfach gestaltet. An der Spitze einer Gruppe von freiwilligen Helfern stand generell der Abschnittsbevollmächtigte, der im Gegensatz zu seinen freiwilligen Helfern ein Polizist der Deutschen Volkspolizei war und dementsprechend auch eine Uniform tragen durfte. Jedem Abschnittsbevollmächtigten war eine gewisse Anzahl freiwilliger Helfer unterstellt, deren Anzahl von Region zu Region, sogar von Abschnitt zu Abschnitt divergieren konnte. So waren in Neubausiedlungen großer Städte mehr Helfer als in kleinen Dorfgemeinden auf dem Land im Einsatz.
Die interne Strukturierung der freiwilligen Helfer der Volkspolizei untereinander entsprach weitestgehend denen der Nationalen Volksarmee, demnach also im Verhältnis 1:3:27. Auf einen Zugführer kamen drei Gruppenführer. Je neun freiwillige Helfer gehörten einer Gruppe an. Allerdings konnte diese Größenzuordnung bzw. interne Strukturierung nur theoretisch eingehalten werden. In der Praxis war sie ständigen Schwankungen unterworfen. Abschnittsbevollmächtigter und freiwillige Helfer waren in ihrer Hauptaufgabe mit dem Streifendienst betraut, wobei die meisten Vorkommnisse im zuständigen Polizeirevier von den Helfern an ihren ABV gemeldet worden sind. Dieser informierte, soweit das nicht bereits durch die freiwilligen Helfer geschehen war, die Volkspolizei. Der ABV war jedoch nicht immer der Vorgesetzte im engeren Sinne, vor allem dann, wenn die freiwilligen Helfer im Rahmen der Volkspolizei als Begleit- oder Hilfspersonal eingesetzt waren. So konnte auch ein Angehöriger der Volkspolizei einem freiwilligen Helfer eine Anweisung erteilen, ohne den zuständigen ABV zu informieren; in der Regel bei „Gefahren im Verzug“. Natürlich hatte der freiwillige Helfer ebenso die Pflicht, die nächste Dienststelle der Volkspolizei, unabhängig von der jeweiligen Unterstellung, über Vorkommnisse zu unterrichten. Anders war der Fall gelagert, wenn die freiwilligen Helfer der Volkspolizei gemeinsam mit Angehörigen der VP im Einsatz waren, wie bei Fahndung oder Allgemeiner Verkehrskontrolle. In diesem Fall war der Vorgesetzte stets der Dienstvorgesetzte der Volkspolizei.

## Besonderer Einsatz bei der Kriminalpolizei
Der Dienst der freiwilligen Helfer bei der Volkspolizei in der Abteilung der Kriminalpolizei war Verschlusssache des Ministeriums des Innern. Ihr Einsatz oblag daher auch dem Zusatz Vertrauliche Dienstsache. Die dafür erlassene 1. Durchführungsanweisung vom 21. Juli 1986 enthält primär die Aufgabenzuweisung der freiwilligen Helfer sowie seine Einsatztätigkeit, insbesondere bei Fahndungen. Demnach konnten auch freiwillige Helfer der Volkspolizei zur Unterstützung der Kriminalpolizei bei der Lösung dieser Aufgaben durch die Volkspolizei und zur Vorbeugung und Bekämpfung derartiger Kriminalität herangezogen werden. Für die dazu notwendige politische wie fachliche Schulung und Qualifizierung sowie für die eigentliche Arbeit der freiwilligen Helfer mit der Kripo waren der Leiter der Kriminalpolizei oder sein Stellvertreter verantwortlich. Ihnen oblag auch die individuelle Auftragserteilung, die Ergebniskontrolle und die Führung des Arbeitsnachweises derartiger Aktivitäten sowie die jährliche Belehrung. Die für die Zuteilung verantwortlichen Kriminalisten gaben den freiwilligen Helfern ihre Aufträge und Anweisungen, rechneten die Arbeitsergebnisse ab und erstellten einmal jährlich eine Einschätzung dieser Ergebnisse. Bemerkenswert dabei ist, dass diese Auftragsvermittlung ausdrücklich nur mündlich zu erfolgen hatte. Sie veranlassten auch einen Bericht über die persönliche Entwicklung des freiwilligen Helfers. Die spezifischen Aufgaben der freiwilligen Helfer umfassten dabei:
- Vorbeugung, Aufdeckung und Aufklärung von Straftaten und anderen Rechtsverletzungen in Betrieben, Genossenschaften, Wohnbereichen usw.
  - Mitwirkung bei der Aufdeckung und Aufklärung von Straftaten, insbesondere hier die Feststellung und Übermittlung von Hinweisen etwaiger Verdächtiger
  - Feststellung von Tätern auf frischer Tat
  - selbstständige Durchführung erster Maßnahmen an Tat- und Ereignisorten wie Erste-Hilfe Leistungen, Zeugenfeststellungen sowie Informationssammlung
  - Unterstützungsfunktion der Betriebsleiter, Vorstände der Genossenschaften und anderer Leiter bei der Beseitigung von Ursachen und Bedingungen für Straftaten
- Durchführungen staatlicher Kontrollmaßnahmen i. S. d. § 48 StGB der DDR[24]
  - Kontrolle der Einhaltung von Auflagen wie Aufenthalts- und Umgangsverbot
  - Einflussnahme auf Kontrollpersonen durch erzieherische Maßnahmen im Sinne der Wiedereingliederung
  - Feststellung von Fakten über das Verhalten von Rückfalltätern durch Überwachung
  - Teilnahme an Wohnraumdurchsuchungen im Rahmen der Volkspolizei bei Personen mit Kontrollmaßnahmen
  - Personenfeststellung „asozialer Elemente“, die keiner geregelten Arbeit nachgehen und kriminelle Gefährdungen vorliegen[25]
- Organisation und Durchführung von Fahndungsarbeit[26]
  - Mithilfe bei der Verbreitung von Handzetteln, Sonderdrucken und anderer Fahndungsmittel
  - selbstständige längerfristige Fahndungstätigkeit im Rahmen ihrer beruflichen Tätigkeit
  - Überprüfung anfallender Hinweise und Informationen aus der Bevölkerung zu Fahndungssachen und deren Nachverfolgung
  - Überprüfung und Überwachung von fahndungsrelevanten Orten im Rahmen der Volkspolizei (Wohnungen, Gaststätten usw.)
  - Überprüfung zur Fahndung stehender Kunst- und Kulturgüter wie auf Flohmärkten, Messen und dergleichen

Die dafür ausgewählten freiwilligen Helfer operierten in derartigen Fällen selbständig oder in Zusammenarbeit mit Angehörigen der Volkspolizei. Ein Gruppeneinsatz mehrerer Helfer konnte jedoch bei entsprechender Fahndungskontrolle ebenfalls in Betracht kommen, wie z. B. bei größeren Festveranstaltungen. Ihre Auswahl erfolgte in der Regel auf Grund ihrer beruflichen und/oder gesellschaftlichen Tätigkeit sowie ihres Freizeitverhaltens, das dem Fahndungszweck dienlich war und sie dadurch in der Lage waren bei der Kriminalitätsvorbeugung und deren Bekämpfung aktiv mitzuwirken.

## Zahlenmäßige Entwicklung

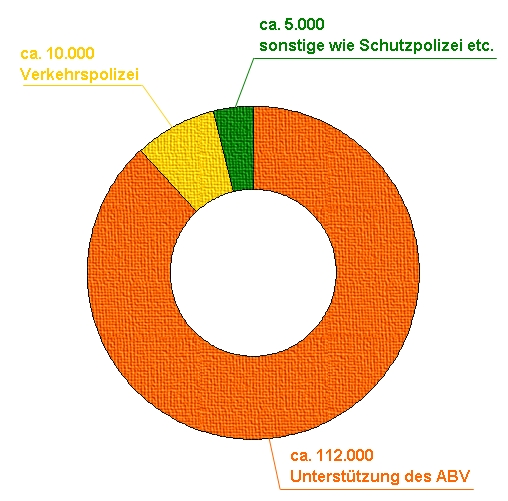
Gliederung der freiwilligen Helfer der VP zum 25. September 1972

Eine exakte Auflistung der freiwilligen Helfer anhand ihrer Einsatzgebiete ist nicht möglich. Bisherige Quellen sprechen von einer Gesamtzahl von 177.500 freiwilligen Helfern, die allerdings von der Gründung bis zu deren Auflösung bestanden haben soll. Davon allein ca. 2500 als freiwillige Helfer bei den Grenztruppen. Andere nennen hier eine Zahl von 4000. Die erstgenannte Zahl ist jedoch falsch interpretiert worden. Es handelt sich bei diesen 177.500 Helfern nicht um deren Gesamtanzahl, sondern um die Anzahl der freiwilligen Helfer der Volkspolizei bezogen auf das Jahr 1988. Allerdings spricht das Ministerium des Innern in diesem fraglichen Jahr von circa 177.000 Personen. Helmut Ferner, Leiter der Hauptabteilung Schutzpolizei, spricht in einem Interview im April 1987 von 177.000 freiwilligen Helfern.
Die erste zahlenmäßige Erfassung der freiwilligen Helfer der Volkspolizei datiert schon aus dem Jahr 1959, indem das Ministerium des Innern der DDR rund 10.000 freiwillige Helfer benennt. Zum 20. Jahrestag der Gründung der freiwilligen Helfer der Volkspolizei, am 25. September 1972, standen der Volkspolizei dann schon ca. 127.000 Männer und Frauen als freiwillige Helfer der Volkspolizei zur Verfügung. Davon waren etwa 88 Prozent zur Unterstützung des Abschnittsbevollmächtigten abgestellt und mehr als 7 Prozent der Verkehrspolizei unterstellt. Nahezu jeder zweite von ihnen, etwa 67.000 freiwillige Helfer, waren sogar mit Sonderbefugnissen ausgestattet. Betrachtet man diese Zahlen, wird deutlich, dass die jährliche Anzahl der freiwilligen Helfer der Volkspolizei, abgesehen von den Anfangsjahren ab den 70er Jahren, konstant bei ca. 170.000 und 175.000 Helfern der Volkspolizei gelegen hat. Dazu müssen noch mehrere tausende Helfer der Grenztruppen hinzugerechnet werden. Bereits im Jahr 1968 waren ganze 1,9 Millionen Bürger der DDR in verschiedenen Kommissionen der Ordnung und Sicherheit tätig. Dies betraf nicht nur die Helfer der Volkspolizei und Grenztruppen, sondern auch ungezählte freiwillige Helfern in den Feuerwehren, dem Betriebsschutz, sowie die Luftschutzhelfer der OdR. Eine Aufschlüsselung der freiwilligen Helfer in männliche und weibliche Personenzuordnungen erfolgte schon zu DDR-Zeiten nicht. Der überwiegende Teil war jedoch männlich.

## Rechte und Pflichten der Helfer der Volkspolizei
Alle freiwilligen Helfer versahen ihre Tätigkeit zur Gewährleistung der öffentlichen Ordnung und Sicherheit unter der Führung der Deutschen Volkspolizei im Rahmen der ihnen übertragenen Befugnisse. Die ihnen übertragenen Aufgaben erledigten sie aber in der Regel selbstständig oder im Zusammenwirken mit VP-Angehörigen zum Beispiel bei Verkehrskontrollen oder Fahndungen. Im Übrigen hatten sie strengstens über alle im Dienst bekanntgewordenen Mitteilungen und Tatsachen gegenüber Unbefugten Stillschweigen zu wahren. Die über das Maß der übertragenen Befugnisse sind die Sonderbefugnisse zu unterscheiden. Diese konnten nur von einem Leiter des Volkspolizei-Kreisamtes übertragen werden. Die freiwilligen Helfer hatten in diesem Zusammenhang das Recht und die Pflicht:
| Allgemeine Rechte und Pflichten | Besondere Rechte und Pflichten |
| --- | --- |
| - Hinweise und Mitteilungen zur Weiterleitung an die Volkspolizei von Bürgern entgegenzunehmen - bei Unglücksfällen, Gefahren, Störungen oder erheblicher Gefahr für Leben, Gesundheit oder Sachen andere Bürger zur Hilfeleistung aufzufordern sowie erste Sofortmaßnahmen einzuleiten, die der Wiederherstellung oder Aufrechterhaltung der öffentlichen Ordnung und Sicherheit dienten oder der Abwendung bzw. von Schäden gerecht waren - gegen Rechtsverletzungen, insbesondere Ordnungswidrigkeiten einzuschreiten - die Bürger bei Verfehlungen über das ordnungsgemäße Verhalten zu belehren - Personalien festzustellen, soweit das im vorliegenden Fall oder zur Durchführung weiterer Maßnahmen erforderlich war - Personen, die sich nicht durch einen Personalausweis oder vergleichbare Dokumente ausweisen konnten zur Identitätsfeststellung der nächsten Dienststelle der Volkspolizei zuzuführen oder einem VP-Angehörigen zu übergeben oder wenn die Maßnahme zur Klärung eines zugrundeliegenden Sachverhalts, der die öffentliche Ordnung oder Sicherheit betraf, erforderlich erschien - Sachen zeitweilig in Verwahrung zu nehmen, wenn durch deren Benutzung die öffentliche Ordnung oder Sicherheit gefährdet oder zerstörte - den Austausch von Personalien zu unterstützen, wenn diese einen zivilrechtlichen Anspruch gegenüber einen anderen Bürger glaubhaft begründeten, - Personen vorläufig festzunehmen | - Hausbücher kontrollieren - für den Abschnittsbevollmächtigten im Vertretungsfall Sprechstunden durchführen - Verkehrsüberwachungen und zeitweilige Verkehrsanordnungen durchführen und die dazu Regelungen durchführen und Weisungen erteilen und Fahrerlaubnisse kontrollieren sowie Prüfung von Nachweisen über die Entrichtung der Kraftfahrzeugsteuer oder der Haftpflicht bzw., Befähigungsnachweise und Zeugnisse vorzunehmen - Verkehrsunfälle aufnehmen - Verkehrs- und Betriebssicherheit von Kraftfahrzeugen überprüfen und ggf. die Abstellung etwaiger Mängel verlangen (Mängelanzeigen) - Personen und Sachen bei Fahndungseinsätzen zu kontrollieren und die Zuführung bzw. Übergabe in Fahndung stehender Personen und Sachen an die VP zu übernehmen - die besuchsweise An- und Abmeldung aufgrund bestehender Vorschriften vornehmen (ab 1982) - Personen auf Vorliegen der Berechtigung zum Aufenthalt in Gebieten mit besonderer Ordnung kontrollieren (ab 1982) - Verkehrsunterricht auf der Grundlage der StVO, StVZO bzw. Sportbootanordnung durchzuführen (ab 1982) - theoretische und praktische Grund- sowie Abschlussprüfungen zum Erlangen der Fahrerlaubnis abnehmen, (ab 1982) - die Fahrtüchtigkeit des Fahrzeugführers bzw. Bootsführers sowie die Verkehrs- und Betriebssicherheit von Fahrzeugen und Booten zu kontrollieren, (ab 1982) - Prüfung der Fahrzeugführer und Überprüfung der Fahrzeuge aufgrund einer Personenbeförderungsgenehmigung - Großraum- und Schwertransportbegleitungen - Meldepflichten des Fahrzeugeigentümers und -halters wahrnehmen und Eintragungen von Veränderungen im Fahrzeugbrief und Zulassungsschein vornehmen |

Zudem konnten weitere weitreichende Befugnisse vom Minister des Innen und Chef der Volkspolizei erlassen werden, die je nach Art und Schwere der Situation auch weit über die Befugnisse eines Angehörigen der Volkspolizei hinausgehen konnten. Aber auch so wurden die Befugnisse der freiwilligen Helfer der VP stets erweitert. So wurden ihnen im Zuge einer weiteren geforderten Erhöhung der Straßenverkehrssicherheit und aufgrund der 2. Durchführungsverordnung der StVO zum 1. August 1965 weitreichende verkehrspolitische Aufgaben übertragen. Sie wurden hierzu entsprechend ihrer Interessen in sogenannte „Spezialistengruppen“ zusammengefasst, geschult und kamen bei der
- Verkehrsüberwachung
- Verkehrserziehung
- Verkehrsunfallaufnahme sowie als
- freiwillige KfZ-Hilfssachverständige

verstärkt zum Einsatz.

## Kompetenzüberschreitung und Ahndung
Wie bei den Angehörigen der Volkspolizei gab es erfahrene Helfer, die durch kompetentes und sicheres Auftreten in Erscheinung traten. Hingegen wurden von vorgesetzten Stellen auch übertriebene „Dienstbeflissenheit“ und Kompetenzüberschreitung registriert. Während die Volkspolizisten jedoch dem Disziplinarsystem der Volkspolizei unterstanden, konnten Vergehen von freiwilligen Helfern nicht über diese Verordnung verfolgt und geahndet werden. Der freiwillige Helfer wurde im Falle eines Verfahrens, je nach Schwere der zugrundeliegenden Tat, entweder als Helfer gänzlich ausgeschlossen oder musste mit einer Beschneidung seiner Befugnisse rechnen.

## Operativer Maßnahmenkatalog (Auszug)
Wie bei heutigen Polizeimaßnahmen selbstverständlich, musste sich der Helfer damals bei der Durchführung seiner Befugnisse auch an gesetzliche Schranken bei der Ausübung seines Dienstes halten. So waren alle ergriffenen Maßnahmen nur so lange durchzuführen, wie diese zur Abwehr von Gefahren oder zur Beseitigung von Störungen im Interesse der Wiederherstellung der öffentlichen Ordnung und Sicherheit geboten erschienen. Der so entstandene Maßnahmenkatalog für die freiwilligen Helfer der Volkspolizei enthält primär Verhaltens- und Vorgehensweise des Helfers bei einem zu erwartenden bzw. eingetretenen Ereignis. Das Blaue Merkbüchlein war der kleine Helfer des Helfers, konnte bequem in der Hosentasche oder Einsatztasche verstaut werden und diente dazu, im Falle eines Falles die übertragenen Kompetenzen und Wirkungskreise nicht zu überschreiten bzw. auch situationsbedingt sachgerecht vollständig auszufüllen. Übereifrige freiwillige Helfer lernten diesen Katalog auswendig. Der sehr umfangreiche Katalog enthält 89 Situationen, gegliedert nach alphabetisch sortierten Stichwörtern, von der Ascheablagerung bis hin zur Zuführung verdächtiger Personen an die VP. Die Stichpunkte wurden mit der Schilderung der wichtigsten Maßnahmen ergänzt. Dazu sei darauf verwiesen, dass der Freiwillige Helfer der Volkspolizei Anzeigen von Bürgern weder auf- noch entgegennehmen durfte. Andernfalls musste der Helfer den Geschädigten unverzüglich an den Abschnittsbevollmächtigten verweisen, der diese Kompetenz besaß, oder an die nächste Dienststelle der Volkspolizei. Anschließend waren je nach Umstand Tatortsicherungen und/oder Sicherung oder Beseitigung der Gefahrenstelle vorzunehmen. Unter Tatortsicherung verstand der freiwillige Helfer die Sicherung des Ereignisortes als wichtigsten Ausgangspunkt für weiterführende Ermittlungen durch die Volkspolizei. Umso wichtiger war es daher, dass der Helfer die Grundprinzipien einer kriminalistischen Untersuchung kannte. Daher war er verpflichtet, am Tatort nichts zu berühren oder zu verändern, es sei denn, andere Vorschriften standen dem entgegen. Das war in den Fällen wie der Abdeckung von Hetzparolen oder der Entfernung von Hetzschriften der Fall, aber auch bei der ambulanten Behandlung etwaiger Verletzter durch den freiwilligen Helfer oder den eintreffenden Rettungsdienst. Die Umrisse des Verletzten wurden in so einem Fall jedoch mit Kreide gekennzeichnet, um eine spätere Rekonstruktion des Falles durch die Kriminalpolizei zu ermöglichen. War der Tatort gesichert, etwa der Zutritt Unbefugter unterbunden, erfolgte die sofortige Meldung durch den Helfer an die VP. Bis zu deren Eintreffen waren Zeugenaussagen aufzunehmen und bis zu ihrer Vernehmung durch einen Polizeiangehörigen jede Absprache untereinander zu verhindern. Spuren (Blutflecken etc.), die witterungsbedingt verwischen konnten, waren zu schützen. Zudem herrschte am Tatort (auch außerhalb von Räumen) strenges Rauchverbot. Der Helfer war jedoch auch berechtigt, Maßnahmen zur Ergreifung des Täters einzuleiten, etwa die Beauftragung einer dritten Person zur Verfolgung. In seltenen Fällen auch die Verfolgung des flüchtigen Täters nach einem Diebstahl und dergleichen.
Von der Anzeigenaufnahme bzw. Annahme war die Eingabe zu unterscheiden. In diesem Fall war der Helfer auf all seinen Streifen verpflichtet, schriftliche oder mündliche Vorschläge, Hinweise, Anliegen und Beschwerden, mit denen sich die Bürger an ihn (in Vertretung der staatlichen Volksvertretung) wandten, entgegenzunehmen. Probleme der Öffentlichen Sicherheit und Ordnung wurden an die Volkspolizei weitergeleitet. Der Helfer konnte aber auch vom Abschnittsbevollmächtigten mit der Bearbeitung beauftragt werden. Da die einzelne Auflistung aller Maßnahmepunkte den Rahmen sprengen würde, sei hier auf die wichtigsten Maßnahmen eingegangen. Im Einzelnen waren das folgende:

### Belästigungen und Beleidigungen
Zur Belästigung in der DDR zählte jede ordnungswidrige Verhaltensweise von Personen gegen Andere in der Form von Pöbeleien, Handgreiflichkeiten, Schimpfworten und dergleichen. Beleidigungen waren dagegen eine grobe Missachtung der persönlichen Würde durch infame Beschimpfungen, Tätlichkeiten und unsittliche Handlungen. Bei beiden Arten wies der freiwillige Helfer der Volkspolizei zunächst darauf hin, dass die Beleidigung bzw. die Belästigung zu unterbleiben hatte. Auf Ersuchen des Geschädigten wurden dann die Personalien ausgetauscht, wobei der freiwillige Helfer die Rolle der Austauschperson übernahm. Anschließend hatte er die Parteien anzuweisen, sich im Falle eines Rechtsstreites an die Schieds- und Konfliktkommission zu wenden, die in der DDR für derartige Vergehen noch vor den Gerichten erste Anlaufstelle war. Falls aber der freiwillige Helfer im Zuge seines Einschreitens selbst belästigt oder beleidigt wurde, wurden die Personalien des Verursachers aufgenommen und eine entsprechende Meldung an die Volkspolizei in die Wege geleitet. Hatte der freiwillige Helfer einen schlechten Tag, konnten solche Tatbestände auch gleich mit der Überführung an die VP enden.

### Fahndungseinsätze
Bei Fahndungseinsätzen, an denen im Übrigen sowohl freiwillige Helfer der Volkspolizei als auch der Grenztruppen beteiligt sein konnten, kam den Helfern eine wichtige Prüfungsaufgabe zu. Zunächst unterschieden sich diese Fahndungseinsätze jedoch in Personenfahndung und Sachfahndung. Bei Personenfahndungen wurden die freiwilligen Helfer zur Verstärkung der bereits eingesetzten Volkspolizisten an stark frequentierte Orte wie Bahnhöfe, Flugplätze oder Verkehrsknotenpunkte entsendet, um dort die Personen unter die Lupe zu nehmen, die mit dem ausgegebenen Fahndungsraster übereinstimmten. Die „Zielpersonen“ mussten sich ausweisen und wurden mit den Rasterübereinstimmungen verglichen. Kam der freiwillige Helfer zu dem Schluss, dass der Tatverdächtige einer genaueren Überprüfung bedurfte, so übergab er ihn an einen Angehörigen der Volkspolizei bzw. konnte den Verdächtigen der nächsten Dienststelle selbst zuführen. Bei Sachfahndungen, wie der Diebstahl von Personenkraftwagen, ging der freiwillige Helfer nach dem gleichen Muster vor. So unterzog er beispielsweise alle Kraftfahrzeughalter des Typs Wartburg 353 mit der zu suchenden Rasterfarbe wie Rot oder Weiß einer Verkehrskontrolle an einem ausgesuchten Punkt, die entweder im Rahmen der Volkspolizei vorgenommen werden konnte oder in kleineren Gemeinden auch von dem Helfer selbst. Diebstähle kleinerer Art und deren Fahndung, wie einem Fahrraddiebstahl ging der freiwillige Helfer im Rahmen seiner Fußstreifen nach.

### Hausbücherkontrolle

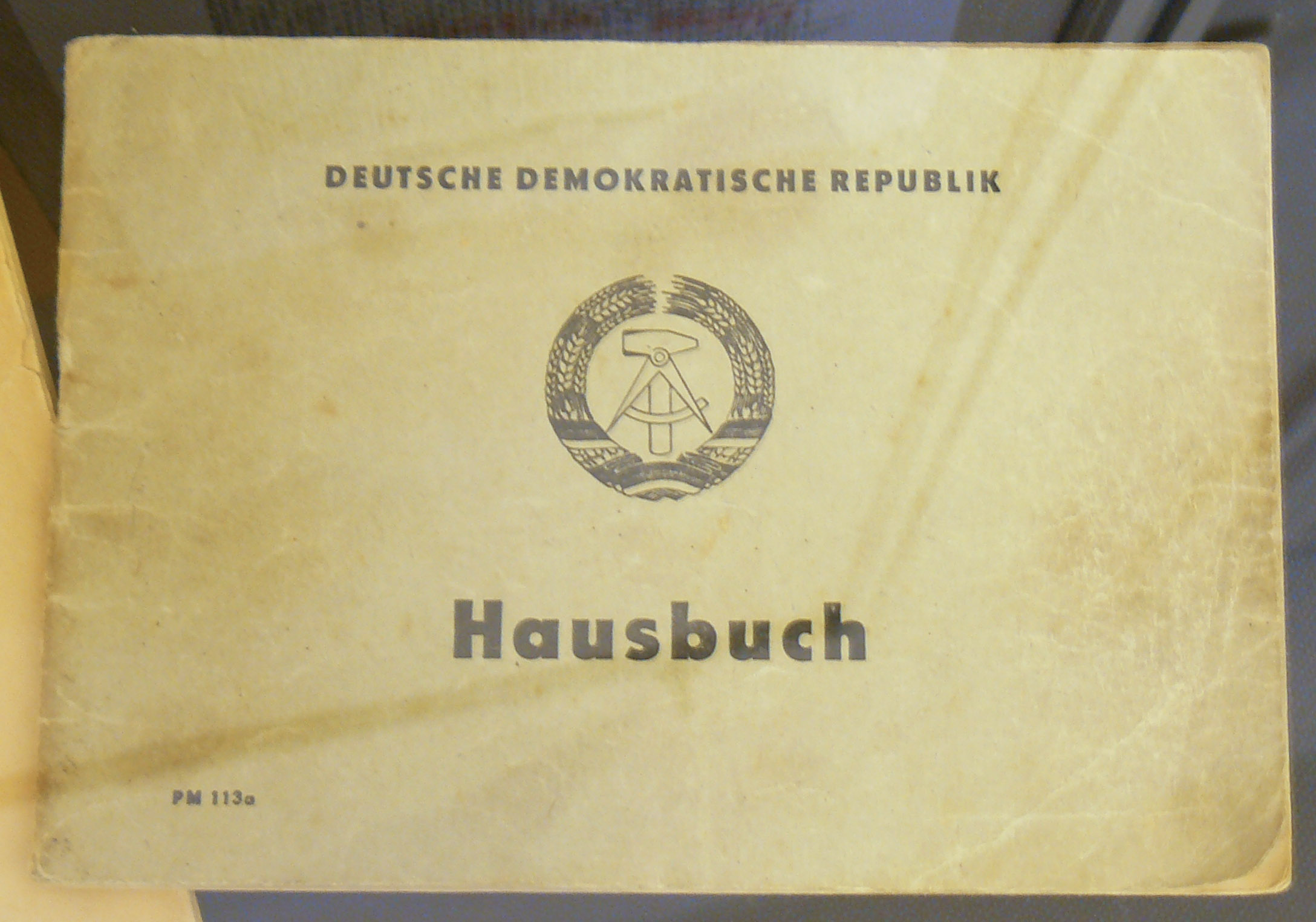
Hausbuch der DDR

Die Kontrolle von Hausbüchern, deren Zahl 1988 ca. zwei Millionen betrug, oblag zunächst dem Hausbuchbeauftragten des betreffenden Mietshauses. Er musste das Hausbuch jederzeit auf Verlangen dem Abschnittsbevollmächtigten und freiwilligen Helfern der Volkspolizei, jedoch nur solchen mit gesonderter erweiterter Befugnis, zur Einsicht und Kontrolle aushändigen. War eine Kontrolle des Hausbuches aus dringenden Gründen umgehend erforderlich oder im Rahmen der Routineuntersuchung vorzunehmen, so kontrollierte der freiwillige Helfer der Volkspolizei im Hausbuch, ob alle Mietparteien des Hauses ordnungsgemäß eingetragen worden waren und ob es sich bei den Wohneinheiten um eine Haupt- oder Nebenwohnung der jeweiligen Mieter handelte. Daneben war die Ermittlung der im Haus anwesenden Personen von größter Wichtigkeit, da bei einem möglichen Familienbesuch, der mehr als drei Tage andauerte, im Hausbuch auch diese Personen mit dem Vermerk Besuchsweiser Aufenthalt niederzuschreiben waren. Gewissenhaft wurden die Personenangaben überprüft, die von Westdeutschland kommend zu Besuch im Osten waren. Der Hausbuchbeauftragte versah entsprechende Vermerke zusätzlich mit dem Hinweis D oder BRD. Der freiwillige Helfer prüfte in diesem Zusammenhang, ob zwischen dem Zeitpunkt der Einreise des Besuches und dem Eintrag nicht mehr als 24 Stunden vergangen waren. Der Einreisezeitpunkt war von der zuständigen Volkspolizeiwache oder dem Abschnittsbevollmächtigten zu erfahren, wenn der Hausbuchbeauftragte es versäumt hatte, den Westbesuch nach dem Zeitpunkt ihrer Einreise zu befragen. Weitere Prüfpunkte bei der Kontrolle des Hausbuches betrafen Namensänderungen bei Heirat, verzogene Personenkreise sowie die handschriftliche Beglaubigung der Mieter auf die Richtigkeit ihrer Angaben.

### Staatsfeindliche Hetze und Staatsverleumdung

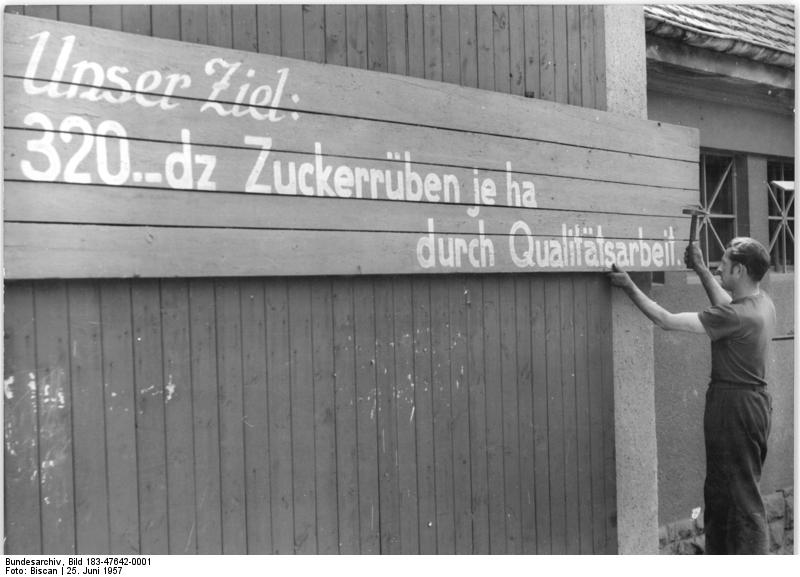
Parolen wie diese waren in der DDR erwünscht

Traf der Helfer bei seinen Streifen auf staatsfeindliche Hetze, musste er zunächst die Definition dieses Begriffes wissen. Demnach beging staatsfeindliche Hetze, wer mit dem Ziel, die sozialistische Staats- oder Gesellschaftsordnung der DDR zu schädigen oder gegen sie aufzuwiegeln, zum Beispiel Verbrechen gegen den Staat androht oder dazu auffordert, Widerstand gegen die sozialistische Staats- oder Gesellschaftsordnung der DDR zu leisten, den Faschismus oder Militarismus verherrlicht, Hetzschriften, staatsfeindliche Losungen oder Symbole und dergleichen verbreitet oder anbringt, Represanten oder andere Bürger der DDR oder die Tätigkeit staatlicher oder gesellschaftlicher Organe und Einrichtungen diskriminiert.
Der Helfer musste im Falle von mündlicher Hetze die Personalien des Täters feststellen und bei Verweigerung diesen sofort der Volkspolizei zuführen, ggf. auch vorläufig festnehmen. Etwaige Zeugen waren zu vernehmen und deren Aussagen exakt zu protokollieren. Anders sah die Vorgehensweise bei schriftlicher Hetze aus. Abgeworfene Hetzschriften (Flugblätter) waren bei Auffinden sofort einzusammeln. Die Uhrzeit und der Fundort wurden anschließend aufgenommen und sofort der VP mitgeteilt. Wurde dem Helfer eine aufgefundene Hetzschrift durch einen Bürger übergeben, weil dieser eine auf der Straße usw. gefunden hatte, nahm er dessen Personalien sowie Fundort und Zeit auf und leitete diese Informationen ebenfalls unverzüglich der VP weiter. Bei Hetzparolen, etwa Wandbemalungen, war der Fundort zu sichern und die Parole nicht zu berühren oder zu entfernen. Der Helfer war in diesem Fall verpflichtet, soweit möglich die Hetzparole mit Planen oder Decken zu bedecken, ohne Spuren zu verwischen und so der weiteren Sicht zu entziehen. Auch hier erfolgte eine unmittelbare Zeugenermittlung und die Mitteilung an die VP. Besonders prekär war die Lage des Freiwilligen Helfers am 17. Juni 1953, dem Volksaufstand in der DDR, worauf im Nachhinein alle Helfer der VP bei künftigen Ereignissen unauffällig zu mobilisieren waren und für kommende Einsätze geschult und instruiert werden sollten. Letztmalige derartige Ereignisse fanden im Zuge der Wendewirren 1989/1990 statt, als von freiwilligen Helfern der VP bisher ungezählte Meldungen an die VP ergingen.
Staatsverleumdung in der DDR beging wer in der Öffentlichkeit die staatliche Ordnung oder staatliche Organe, Einrichtungen oder gesellschaftliche Organisationen oder deren Tätigkeit oder Maßnahmen verächtlicht machte oder verleumdete ebenso der, welcher einen Staatsbürger der DDR, das betraf auch die Beleidigung von freiwilligen Helfern, wegen seiner Zugehörigkeit zu einem staatlichen oder gesellschaftlichen Organ oder einer gesellschaftlichen Organisation verächtlichte oder verleumdete oder Äußerungen faschistischer oder militaristischen Charakters kundtut. In der Praxis bedeutete das, wenn der Freiwillige Helfer aufgrund seiner ehrenamtlichen Tätigkeit durch eine Person beleidigt oder verunglimpft wurde, dass diese unter Umständen wegen Staatsverleumdung belangt und verurteilt werden konnte. Im Übrigen verfuhr der Helfer gleich wie bei der staatsfeindlichen Hetze.

### Identitätsfeststellungen

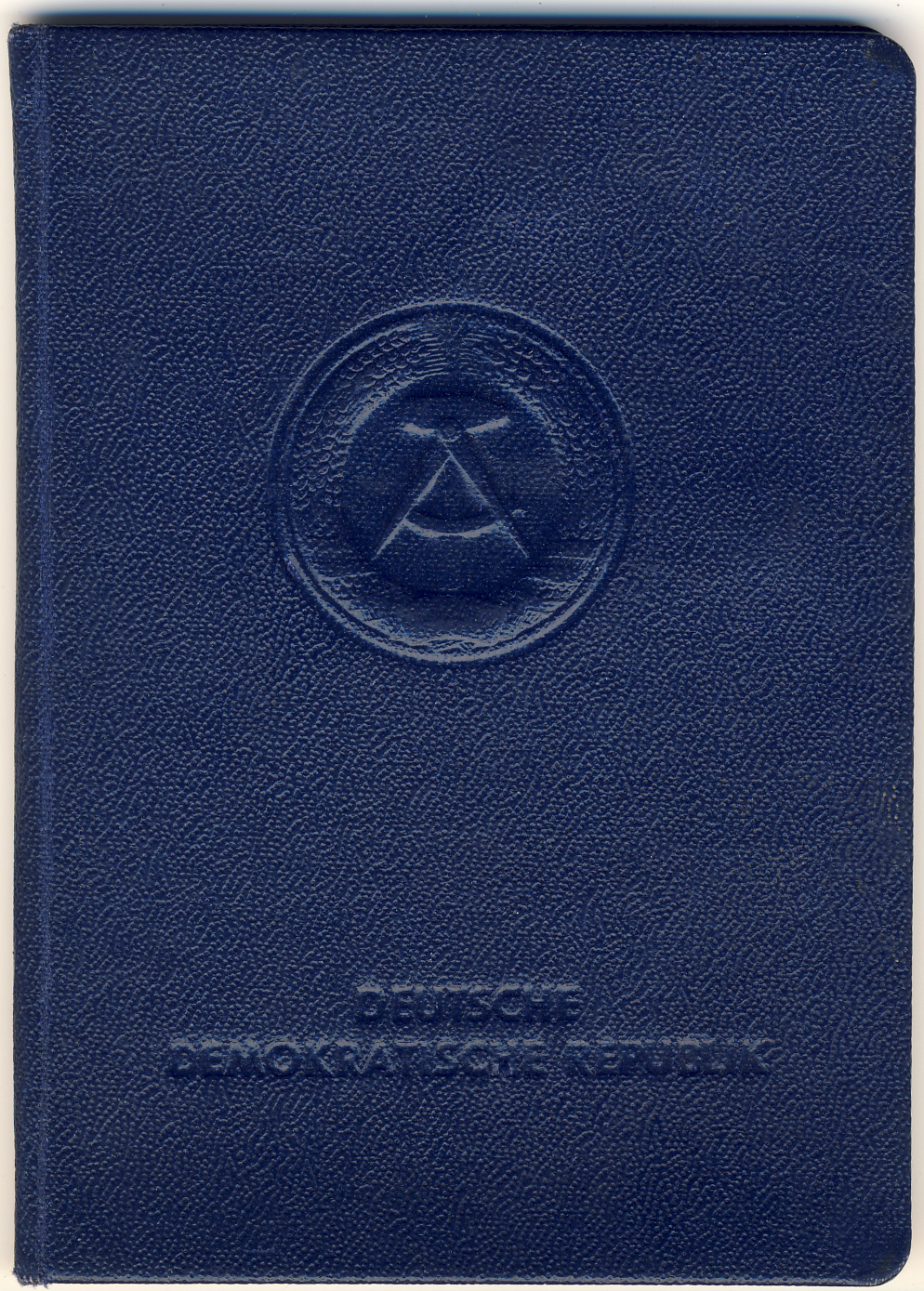
Personalausweis der DDR

Die Identitätsfeststellung, auch kurz Personalfeststellung genannt, war eine der häufigst angewandten übertragenen Rechte der Freiwilligen Helfer. Ohne dieses Recht wäre eine sachgerechte Arbeit nicht möglich gewesen. Unter der Personalienfeststellung war die Einsichtsnahme in den Personalausweis oder gleichgestellte Dokumente zu verstehen. Darunter fielen jede Art von Dienstbüchern und Dienstausweisen, Parteibücher, Wehrpässe oder Diplomatenpässe, aber auch der vorläufige Personalausweis und Führerschein. Heikel war die Kontrolle von Personaldokumenten von Bürgern Westberlins oder der Bundesrepublik. Diese durften in der Regel nicht durch den Freiwilligen Helfer kontrolliert werden, sondern nur nach einer entsprechenden dienstlichen Einweisung durch die VP, diese war dann auch im Ausweis des Helfers vermerkt. Hingegen gehörte zur Personalienaufnahme das Notieren der Personalien. Die Personalienaufnahme war jedoch auch Grenzen unterworfen, konnte also nicht beliebig von dem Helfer angewandt werden. Sie war nur zulässig bei der Erfüllung der übertragenen Aufgaben wie der Feststellung von Zeugen, bei Zuführungen, Festnahmen, Fahndungen und Fahrzeugkontrollen im Rahmen der Verkehrspolizei. Der sogenannte Personalienaustausch war in der DDR ein zivilrechtlicher Anspruch eines jeden Bürgers gegenüber einem anderen Bürger der DDR, wenn er diesen glaubhaft begründen konnte. Der Freiwillige Helfer war in diesem Fall als Zwischenmann verpflichtet, den Austausch dieser Personalien zu unterstützen. Dies war bei jeder Art von Belästigungen, Beleidigungen, Hausfriedensbrüchen, Körperverletzungen und Verleumdungen der Fall. Konkret bedeutet das, wurde der Helfer zu so einem Fall gerufen, nahm er Einsicht in die Personalien des Verdächtigen und übergab diese Informationen dem Ersuchenden. Auf die Möglichkeit der Klärung des Streitfalles durch ein gesellschaftliches Gericht oder eine Klage sollte hingewiesen werden. Im Übrigen musste der Personalausweis der DDR ständig bei sich getragen werden und war auf Verlangen der Volkspolizei, dem Helfer oder anderen dazu ermächtigten Personen auszuhändigen. Die Kontrolle der Daten erfolgte anhand der Gültigkeitsdauer des Ausweises, Eintragungen und Änderungen sowie des Abgleichs des Fotos mit der Person. Verweigerungen des Vorzeigens führten in der Regel zur Überführung an die VP. Bei Mängeln oder Ungereimtheiten erfolgte hingegen nur eine Mitteilung an die VP-Dienststelle, die dann die weitere Veranlassung übernahm. Hatte der Bürger seinen Ausweis verloren und konnte dies glaubhaft dem Freiwilligen Helfer versichern (z. B. nach einem Raub), verwies der Helfer den Geschädigten an die VP-Meldestelle oder den ABV.

### Kraftfahrzeugkontrolle

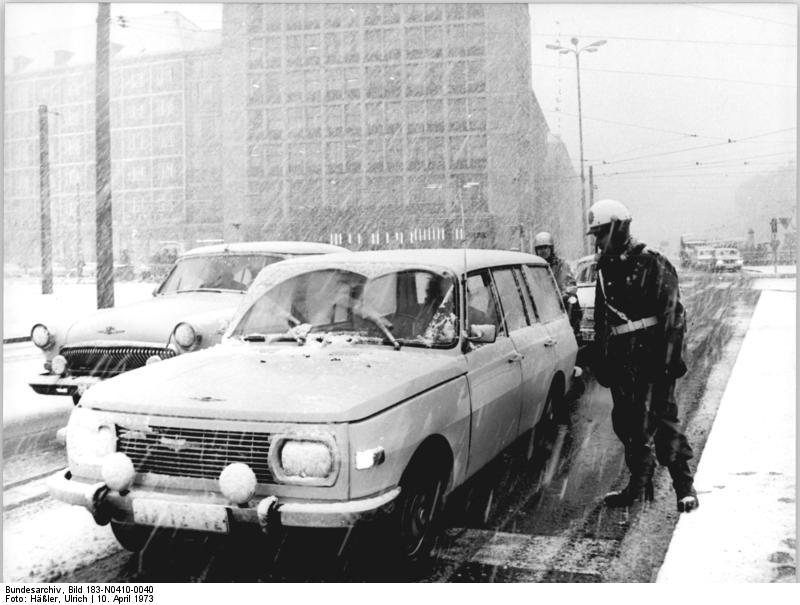
Verkehrskontrolle in Dresden durch einen Angehörigen der VP am Pirnaischen Platz; April 1973

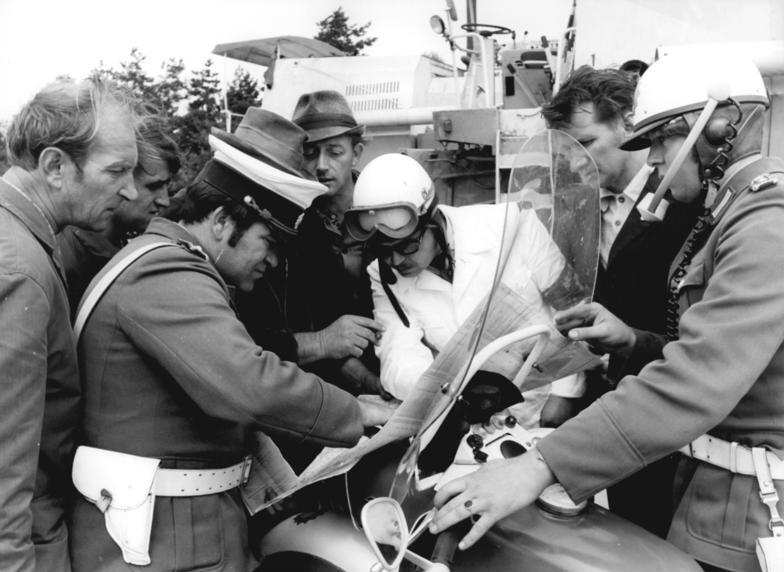
Ein freiwilliger Helfer der VP (Mitte in weiß) bei einer Besprechung hinsichtlich der Konvoisicherung von Mähdreschern

Die breit gefächerten Aufgaben des freiwilligen Helfers bei der Fahrzeugkontrolle, die überwiegend im Rahmen der Einsätze mit der regulären Verkehrspolizei stattfanden, bezogen sich nicht nur auf die allgemeinen Verkehrskontrollen, sondern auch auf die Verkehrsüberwachung im Rahmen der VP oder Selbstständigkeit sowie die Unfallaufnahme. Schon das Anhalten von Kraftfahrzeugen war jedoch nur den Helfern gestattet, die dazu auch gesondert ermächtigt waren. In dringenden Fällen, die ein rasches Eingreifen erforderlich machten, wie sie bei groben Verstößen gegen die Rechtspflichten im Straßenverkehr oder bei schwerwiegenden technischen Mängeln vorkamen, konnte der Helfer von seinem fahrenden Fahrzeug aus dem anderen Fahrzeugführer das Zeichen zum Anhalten manuell oder mit einem Signalstab erteilen. In jedem Fall kontrollierte der Helfer anschließend die Fahrerlaubnis und die Fahrzeugpapiere des Sünders und konnte diesen bei geringen Vergehen belehren, aber auch die Abstellung eines technischen Mangels verlangen. War das nicht vor Ort möglich, schrieb der Helfer eine sogenannte Mängelanzeige. In dieser wurde auf der einen Seite dem Fahrzeugführer eine Beseitigungsfrist gesetzt und auf der anderen Seite auch die Verpflichtung, den abgestellten Mangel in einer nahen Dienststelle der VP zu beweisen. Im Übrigen waren unvorschriftsmäßige Ladungen an Ort und Stelle durch den Fahrzeugführer zu ordnen bzw. neu zu sichern. Zulassungspflichtige Anhänger, die nicht ordnungsgemäß angemeldet oder deren Papiere bei der Kontrolle nicht beigebracht werden konnten, waren abzustellen um somit eine Weiterfahrt zu unterbinden und die VP hinzuzuziehen. Ein weiterer Punkt bei der Fahrzeugkontrolle war die Beleuchtung, die auf ihre Funktionstüchtigkeit hin überprüft werden konnte, wobei auch hier eine sofortige Mängelbeseitigung angeordnet werden konnte. Stellte der freiwillige Helfer im Zuge seiner Verkehrskontrolle eine Alkoholfahne des Fahrzeugführers fest bzw. hatte es den Anschein nach Trunkenheit am Steuer, so war jede Maßnahme zu ergreifen, um einen erneuten Fahrtantritt zu unterbinden. Anschließend erfolgte die routinemäßige Feststellung der Personalien, wobei der Personalausweis und die Fahrzeugpapiere vorläufig eingezogen wurden. War der Helfer im Besitz eines Atemalkohol-Prüfröhrchens, konnte er dies vor dem Eintreffen der VP, die inzwischen verständigt sein musste, am Fahrzeugführer anwenden. Der Wirkungskreis des Helfers bei der Hinzuziehung eines Verkehrsunfalls war abhängig von der Schwere des Unfalls. Unterschieden wurde zwischen einem Straßenverkehrsunfall mit geringen Folgen ohne Personenschaden und einem nur geringen Sachschaden bis 300 Mark, und einem Straßenverkehrsunfall mit größeren Folgen mit Personenschäden und Sachschäden mit mehr als 300 Mark. Bei ersterem Fall veranlasste der freiwillige Helfer die unverzügliche Beseitigung evtl. schon eingetretener Verkehrsstörungen und die Unfallstellenabsicherung, nahm anschließend die Personalien des oder der Beteiligten auf und verständigte die VP. Bei Unfällen mit Personenschäden war das gleiche Prozedere anzuwenden, jedoch nach dem Grundsatz des Vorranges der Hilfeleistung.

### Notwehrleistung
Die gesetzliche Handhabe zum Recht, gegen rechtswidrige Angriffe persönlich vorzugehen und durch diesen Angriff eine drohende Schadensfolge durch Abwehrhandlungen zu verhindern, oblag nicht nur dem Freiwilligen Helfer in entsprechenden Notsituationen, sondern stand jedem Bürger der DDR zu. Traf der Helfer im Zuge seiner Streife auf eine derartige Sachlage, war er verpflichtet, den sich in Beklemmnis befindlichen Personen in geeigneter Weise beizustehen und zeitnah die VP zu informieren bzw. informieren zu lassen. Handelte der freiwillige Helfer selber in Notwehr, erfolgte nach der Notwehrleistung die unverzügliche Mitteilung an die Deutsche Volkspolizei mit Angabe der Personalien des Angreifers sowie des Sachverhalts. Der Angreifer selbst konnte in diesem Zuge durch den Helfer vorläufig festgenommen und anschließend der VP zugeführt werden. Im Übrigen konnte der Freiwillige Helfer bei Überschreitung der Notwehrmaßnahme (mit Todesfolge) nicht strafrechtlich belangt werden, wenn der Handelnde in begründete hochgradige Erregung versetzt wurde und aus diesem Grunde auch über die Grenzen der Notwehr hinausging.

### Ordnungswidrigkeiten und Straftaten
Ordnungswidrig in der DDR handelte, wer schuldhaft eine Rechtsverletzung begangen hatte, die eine Disziplinlosigkeit zum Ausdruck brachte und die staatliche Leistungsfähigkeit erschwerte sowie die Entwicklung des sozialistischen Gemeinschaftslebens störte. Der Freiwillige Helfer konnte Ordnungswidrigkeiten nicht verfolgen, d. h. vollstrecken, wohl aber ordnungswidrige Handlungen unterbinden und bei geringfügigen Ordnungswidrigkeiten den Bürger belehren. Bei erheblichen Störungen erfolgte eine Meldung, unter Angabe der Personalien und des Sachverhaltes, an die VP. Straftatdelikte waren im DDR-Recht alle schuldhaft begangenen gesellschaftswidrigen oder gesellschaftsgefährdende Handlungen (Tun oder Unterlassen), die nach dem Gesetz als Vergehen oder Verbrechen strafrechtliche Verantwortlichkeit begründeten. Wurde der freiwillige Helfer Zeuge einer Straftat oder bestand auch nur der Verdacht einer solchen, war er befugt, die betreffende Person bzw. den Verdächtigen ebenfalls vorläufig festzunehmen, etwaige Zeugen zu befragen, den Tatort zu sichern und im Nachgang dessen die öffentliche Sicherheit und Ordnung wiederherzustellen bzw. aufrechtzuerhalten.

### Sachbeschädigung und Diebstahl
Die Sachbeschädigungsanzeige war eine der wenigen Operativen Maßnahmen, mit dem der freiwillige Helfer tagtäglich im Zuge seiner Streife zwangsläufig zu tun hatte. Vor allem in Großstädten wie Berlin, Karl-Marx-Stadt, Leipzig oder Dresden waren solche Fälle ein Dauerbrenner. Unter Sachbeschädigung der DDR zählte nicht nur die vorsätzliche Sachbeschädigung, zu dem unter anderem auch die Beschädigung oder das Unbrauchbarmachen von sozialistischem Eigentum gehörte, sondern auch das Beschädigen von öffentlichen Bekanntmachungen der Staatsorgane. Genannt seien hier nur die Bekanntmachungen des Rates der Stadt und dergleichen. Ferner gehörten hierzu:
- Beschädigungen von Sitzbänken (Parkbänke usw.)
- Beschädigungen von Einfriedungen (Zäune, Mauern)
- Abbrechen von öffentlichen Blumenbeeten und Sträuchern
- Beschmieren von Wänden und Wartehallen
- Einschlagen von Fensterscheiben
- Umstürzen von Abfallbehältern und Aschetonnen sowie das
- Betreten von Anpflanzungen wie Blumenbeete[81]

Wurde der Helfer Zeuge einer solchen Beschädigung, hatte er die Rechtsgutsverletzung unverzüglich zu unterbinden und dessen Personalien aufzunehmen. Je nach Schwere der Verletzung blieb es entweder bei einer Verwarnung und Belehrung oder es kam gleich die Überführung zum nächsten Polizeirevier der VP. Bei der Maßnahme des Diebstahls wurde ähnlich der Sachbeschädigung verfahren, nur erfolgte hier keine Belehrung mehr, sondern die Übergabe an einen VP-Angehörigen nebst der Sicherstellung des Diebesgutes. Wurde der freiwillige Helfer nur von einem Diebstahl unterrichtet, verwies er den Geschädigten an die nächste VP-Dienststelle bzw. den ABV, da er ja nicht zur Anzeige befugt war. Im Übrigen war der Helfer ermächtigt, flüchtige Diebe im Zuge seines Dienstes zu verfolgen und am Tatort evtl. Spuren zu sichern.

### Schlägereien / Tätlichkeiten / Körperverletzungen
Nicht selten wurde der Freiwillige Helfer der VP auch zu nächtlichen Schlägereien und Tätlichkeiten in der Öffentlichkeit gerufen, deren taktisches Vorgehen vom Helfer unverzügliches aber auch kluges Vorgehen verlangte. Zu Schlägereien und Tätlichkeiten gehörten die Körperverletzung, Tätlichkeiten gegen Bürger wegen ihrer staatlichen oder gesellschaftlichen Tätigkeit, Rowdytum, Trunkenheit in der Öffentlichkeit und Störung des sozialistischen Zusammenlebens. Als erste Maßnahme forderte der Freiwillige Helfer die Beteiligten auf, weitere derartige Handlungen zu unterlassen und primär evtl. Verletzten erste Hilfe zu leisten. Konnte die Schlägerei durch das Eingreifen des Helfers, auch mit Unterstützung anderer neutraler Personen nicht unterbunden werden, war, wenn nicht schon geschehen, die Volkspolizei zu verständigen. Gelang es dem Helfer, die Tätlichkeiten zu beenden, erfolgte die Routinearbeit wie das Aufnehmen der Personalien und ggf. die Überführung an die VP. Schlägereien bzw. Tätlichkeiten in Tateinheit mit Körperverletzung erforderten eine identische Vorgehensweise.

### Unterbindung von Schund- und Schmutzerzeugnissen
Eigentliches Nebenthema aber im Maßnahmenkatalog der Helfer aufgeführt, ist die Kontrolle sogenannter Schmutz- und Schunderzeugnisse. Ihre Verbreitung und Einfuhr war in der DDR verboten. Unter Schund- und Schmutzerzeugnisse entfiel ein Großteil auf einschlägige literarische Werke, die dazu geeignet waren, bei Kindern und Jugendlichen Neigungen zum Rassen- und Völkerhass, Grausamkeit, Menschenverachtung, Gewalttätigkeit, Mord und andere Straftaten zu vermitteln. Dazu zählten auch Werke, die zu geschlechtlichen Verirrungen beitragen konnten und Zeitschriften der Pornografie. Der Freiwillige Helfer musste diese bei Entdeckung sofort einziehen, im Gegensatz zu den anderen Präventivmaßnahmen, also nicht zunächst den Tatort sichern, sondern umgehend die Personalien des Besitzers ermitteln. Wichtig bei dieser Recherche war die unbedingte Herkunftsermittlung des Schund- oder Schmutzerzeugnisses durch den freiwilligen Helfer. Mit einem schriftlichen Bericht übergab er anschließend alles der Volkspolizei. In der Regel wurden solche Erzeugnisse von Reisen aus dem sozialistischen Ausland wie der Tschechoslowakei, Ungarn oder Rumänien eingeschleppt bzw. durch den Transitverkehr der DDR aus Westdeutschland bzw. Westberlin. Kurzzeitig zählte auch die Zeitschrift Magazin zu den Schmutzerzeugnissen, da minderjährige Schüler im Zuge ihrer Altstoffsammlung so an erotische Literatur herankamen. Die anschließende Verbreitung der Nacktfotos unter Klassenkameraden führte an einer polytechnischen Oberschule in Kamenz gleich bei mehreren Schülern der Unterstufe zu einem öffentlichen Tadel, ausgelöst durch die Meldung eines freiwilligen Helfers, der die Verbreitung im Zuge seiner Lotsentätigkeit beobachtet hatte.

### Vorläufige Festnahme / Widerstand und Zuführung
Die vorläufige Festnahme einer Person, die auf frischer Tat angetroffen oder nach Verfolgung gestellt wurde, oblag nicht nur dem Freiwilligen Helfer in der DDR, sondern jedermann. Dieses Recht ist auch in der heutigen Gesellschaftsordnung der BRD etabliert. Die vorläufige Festnahme (auch Hinderung an der Flucht eines Täters) endet stets mit Übergabe an einen Polizeiangehörigen oder einer befugten Person. Im Falle des Helfers der DDR mit Übergabe an einen VP-Angehörigen. Ist eine Person wegen dringenden Tatverdachts vorläufig festgenommen, sind zunächst deren Personalien festzustellen und anschließend der VP zu übergeben. Leistete die Person Widerstand gegen ihre Festnahme, so war sie durch den Helfer letztmals aufzufordern, der Maßnahme (der Abführung) nachzukommen. Im Fall einer Weigerung waren die erforderlichen Maßnahmen zu treffen, um dem Gesetz Genüge zu tun, ggf. unter Zuhilfenahme von Personen den Täter festzusetzen. Ob die erforderlichen Maßnahmen auch mit Körpergewalt und/oder Züchtigung erfolgten, ist nicht feststellbar aber im Einzelfall denkbar. Widerstand war durch kluges, umsichtiges und sicheres Handeln des Helfers nicht herauszufordern. Im Übrigen beging Widerstand gegen staatliche Maßnahmen, wer einen Angehörigen eines staatlichen Organs durch Gewaltanwendung oder Bedrohung mit Gewalt oder einem anderen erheblichen Nachteil an der pflichtgemäßen Durchführung der ihm übertragenen staatlichen Aufgaben zur Aufrechterhaltung von Ordnung und Sicherheit hindert, oder wer die Tat gegen einen Bürger, aber auch gegen den Freiwilligen Helfer selbst begeht. Die Zuführung von Personen der Volkspolizei im Zuge einer vorläufigen Festnahme war eine dem Recht nach kurzfristig freiheitsbeschränkende Maßnahme, die in der Regel darin bestand, dass der Helfer die sich nicht mit einem Personalausweis ausweisende Person oder aufgrund eines dringenden Tatverdachtes unverzüglich der VP zuzuführen hatte, wenn dies zur Klärung eines Sachverhalts, durch den die Ordnung und Sicherheit erforderlich erschien. Sie beginnt mit der mündlichen Mitteilung des Helfers, indem er den Betroffenen den Grund der Zuführung angibt, und endet mit Übergabe an einen VP-Angehörigen aber auch dann, wenn die Person sich auf dem Weg zur Dienststelle aus Umdenken doch entschließt sich auszuweisen.

### Durchführung von Verkehrsunterricht und Abnahme von Fahrprüfungen
Die Durchführung von Verkehrsunterricht oblag nur jenen freiwilligen Helfern mit besonderen Befugnissen hierzu. Bei diesem Verkehrsunterricht handelte es sich um eine Unterweisung solcher Personen, die wegen Fehlverhaltens im Straßenverkehr infolge mangelnder Rechtskenntnis von der Volkspolizei „zur Nachhilfe“ vorgeladen wurden. In diesem Fall war es nicht selten, dass fachlich und pädagogisch befähigte freiwillige Helfer der Verkehrspolizei diese Schulungen durchführten. Ebenso waren solche Helfer auch für die Abnahme von theoretischen wie praktischen Grund- und Abschlussprüfungen zur Erlangung der Fahrerlaubnis keine Seltenheit in der DDR. Die Ausgabe der Fahrerlaubnis erfolgte jedoch stets durch die Volkspolizei.

### Sonstige Punkte
Mit der genannten Auflistung des Maßnahmenkatalogs enden nicht die Überwachungspflichten des Freiwilligen Helfers. Der nicht abschließende Katalog enthält weitere Punkte und somit Pflichten des Helfers, die ortsbezogen sein konnten:
- Allgemeine Hilfeleistungen
- Abbrennen von Wiesen, Böschungen, Feldrainen, Ödländereinen und anderen Flächen
- Alarmanlagenbeschädigung -Missbrauch und Zerstörung
- Ascheablagerungskontrolle
- Freibäderkontrolle- und Überwachung
- Baustellensicherung
- Erntegutschutz
- Feuerwerkskörperverwendung
- Fußgängerkontrollen
- Gasausströmungen
- Gefahrenbeseitigung und Gefahrensicherung, Störungsbeseitigung
- Grünanlagenkontrolle
- Kontrolle von öffentlichen Haltestellen
- Kontrolle von Kinderspielstraßen
- Korrekte Lagerung von Gegenständen
- Konvoisicherungen und Konvoibegleitungen
- Sperrstundenkontrolle
- Kontrolle der Streupflicht
- Luftdruckwaffenverkauf und deren Gebrauch
- Fundmunition und Fundwaffenbehandlung
- Mängelanzeigenaufnahme / Meldungen
- Meldepflichtskontrolle
- Rauchverbotskontrolle
- Sachbeschädigungen von Automaten, Fernsprechern
- Schülerlotse
- Tierquälereiunterbindung
- Tollwutübertragung
- Trunkenheit in der Öffentlichkeit
- Überwachung des Ausschankes von Alkohol
- Überwachung des ordnungsgemäßen Abstellens von Kraftfahrzeugen
- Überwachung des Brandschutzes auf Zeltplätzen
- Überwachung kriminell gefährdeter Bürger durch besondere Kontrollmaßnahmen
- Überwachung öffentlicher Sammlungen
- Überwachung von Eisenbahnanlagen und Eisenbahnübergängen
- Überwachung von Ein- und Ausfahrten in und aus Grundstücken
- Überwachung der Flucht- und Rettungswege
- Überwachung des Aufenthalts von Kindern und Jugendlichen (Tanzveranstaltungen, Kinobesuchen)[96]
- Sauberhaltung öffentlicher Straßen, Wege und Plätze
- Unterbinden von Ruhestörungen und Hausfriedensbrüchen
- Unterbinden von Trinkgelagen
- Veranstaltungsüberwachungen
- Verbrennen von Abfällen im Freien
- Vermeidung des Auf- und Abspringens auf öffentliche Verkehrsmittel
- Überwachung der Wiedereingliederungsmaßnahmen Strafentlassener in das gesellschaftliche Leben

## Vorschriften

### Einstellungsvoraussetzung und Vorschlagswesen
Grundsätzlich konnte jeder Staatsbürger der DDR, welcher das 18. Lebensjahr vollendet hatte und gesundheitlich geeignet war, den Dienst als freiwilliger Helfer der Volkspolizei antreten. Bis 1964 galt das 17. Lebensjahr. Die Freiwilligkeit unterlag in der Praxis jedoch einigen Einschränkungen: So folgten viele Helfer der Empfehlung oder gezielten Propaganda von Parteileitung in Kreis- oder Bezirksämtern aber auch Kombinats- oder Werksleitungen, um eine Karriere in der Hierarchie des SED-Regimes zu fördern oder durch diesen Ehrendienst einen makellosen sozialistischen Lebenslauf, beispielsweise zur Zulassung eines Studiums, vorweisen zu können. Einzig konkrete Einstellungsvoraussetzung war, dass der angehende Helfer die korrekte moralische wie politisch sozialistische Haltung im Sinne der Gesellschaftsordnung der DDR aufwies und bereit war, die Deutsche Volkspolizei oder die der Grenztruppen der Nationalen Volksarmee bei der „Gewährleistung bzw. des Schutzes der staatlichen Ordnung und des Schutzes der Volkswirtschaft, des Volkseigentums der Bürger und ihre Sicherheit“ zu unterstützen. Ferner galten folgende offizielle Grundanforderungen:
- Kenntnisse der Rechtspolitik der DDR, mit deren Anwendung alle Bürger zur freiwilligen und bewussten Einhaltung der Rechtsnormen zu erziehen waren, sowie das Recht und Gesetz gemeinsam mit ihnen durchzusetzen
- einen engen Kontakt zu den Werktätigen im Einsatz oder Wirkungsbereich zu halten und aufrichtig und korrekt mit ihnen umzugehen
- die Rechte der Bürger, ihre Vorschläge und kritischen Hinweise zu beachten und ihre berechtigten Interessen zu wahren
- die ständige Bereitschaft, sich weiterzuqualifizieren
- regelmäßig an Schulungen und Einweisungen teilzunehmen
- das Wissen um die aktuelle Lage im Einsatzbereich sowie das Kennen der eigenen Möglichkeiten und Verantwortung zur Erfüllung der Aufgabe
- persönliches Vorbild im Auftreten und Verhalten im Arbeitskollektiv und im Freizeitbereich zu sein
- hohe berufliche und gesellschaftliche Aktivität
- Ausübung einer bewussten Staatsdisziplin sowie die strikte Beachtung der Gesetze der DDR
- hohe Wachsamkeit, Zuverlässigkeit und Verschwiegenheit
- Gewissenhafte Erfüllung der übertragenen Aufgaben
- Entwicklung eines geistigen Schöpfertums[99]

Der Großteil der angehenden freiwilligen Helfer war Mitglied der Sozialistischen Einheitspartei Deutschlands (SED). Dies war zwar keine förmliche Zulassungsvoraussetzung, aber bei einer Bewerbung förderlich. Auch im Falle eines späteren Berufswunsches in der Volkspolizei konnte eine vorherige Tätigkeit als FH nur von Vorteil sein. Die Freiwilligen Helfer wurden in der Regel von der Nationalen Front, der SED sowie von den Leitern der staatlichen und wirtschaftsleitenden Organe der Kombinate, Betriebe und Einrichtungen, aber auch von den eigenen Arbeitskollektiven und Genossenschaftsvorständen vorgeschlagen. Spätestens mit Bekanntgabe dieses Vorschlages endete das Wort „freiwillig“, weil es sich für den angehenden Helfer nachteilig auswirkte, den „Dienst im Auftrag des Sozialismus“ zu verweigern. Ablehnende Helfer mussten Repressalien im Berufsleben befürchten, die sich beispielsweise bei der Vergabe von Kindergartenplätzen der Kinder auswirken konnte. So konnte man in vielen Fällen von einem erzwungenen freiwilligen Dienst als Helfer sprechen. Initiativbewerbungen von Personen, die sich aus eigenem Antrieb als freiwillige Helfer meldeten, galten jedoch als Regel. Die eingegangenen Bewerbungen oder Vorschläge wurden anschließend bei den Revieren oder den Bezirksdirektionen der Polizei einer sorgfältigen Prüfung unterzogen und nach deren Auswertung als freiwillige Helfer gegebenenfalls bestätigt. Der angehende freiwillige Helfer verpflichtete sich damit, die Deutsche Volkspolizei oder die Grenztruppen der DDR bei der Erfüllung ihrer Aufgaben aktiv zu unterstützen. Sein folgender Einsatz erfolgte entsprechend den jeweiligen Erfordernissen unter Berücksichtigung seiner Kenntnisse und Fertigkeiten.
Eine „Entpflichtung“ vom Dienst als freiwilliger Helfer erfolgte auf Antrag oder wegen „dienstlicher Unfähigkeit“ durch die Zurücknahme der Bestätigung durch die Volkspolizei bzw. durch die Nationale Volksarmee. Einen Fahneneid wie bei den Angehörigen der Volkspolizei bzw. bei den Wehrpflichtigen in der NVA gab es nicht.

### Schulung und Zusammenarbeit
Neben der eigentlichen Schulung, die aus der Unterweisung in Form von Lehrstunden bestand, beruhte der Großteil der Wissensvermittlung auf dem Prinzip des „Learning by Doing“. Theoretische Kenntnisse wurden in erster Linie auf politischer Ebene vermittelt, da die Hauptverwaltung der Deutschen Volkspolizei des Ministeriums des Innern sich schon 1952 verpflichtete, dass die freiwilligen Helfer sich ein hohes politisches Wissen anzueignen hätten. Sie erließ aus diesem Grund im März 1960 eine entsprechende Direktive, um die gewonnenen freiwilligen Helfer politisch-ideologisch und fachlich zu qualifizieren, so dass sie den „Normen der sozialistischen Gesellschaft“ entsprechen und um ihre Entwicklung zu „bewussten Bürgern der Republik“ voranzutreiben. Die fachliche Unterweisung bestand in der Vermittlung und Unterweisung im polizeitaktischen Verhalten, beinhaltete Verhaltensregeln bei Sicherungs- und Absperrmaßnahmen sowie die Eintrichterung von Grundwissen auf dem Gebiet der sozialistischen Gesetzlichkeit. Im Übrigen galt selbiges Schulungsprinzip auch für die freiwilligen Helfer der Grenzpolizei. Insbesondere letztere Helfer waren durch entsprechende Schulungen so zu sensibilisieren, dass diese eine wirksame Unterstützung der Grenztruppen der NVA leisten konnten. Die verschärften Schulunterweisungen brachten auch baldigen Erfolg. So waren freiwillige Helfer der Volkspolizei des Bezirkes Halle 1961 in der Erntezeit bei über 5000 Brandschutzkontrollen zugegen und sprachen auf über 1000 Veranstaltungen zum Brandschutz. Die bessere fachliche Qualifizierung kam nicht nur der öffentlichen Sicherheit und der Ordnung zugute, so konnten im I. Quartal 1961 von freiwilligen Helfern der Volkspolizei nahezu 300 strafbare Handlungen festgestellt werden, die durch die Volkspolizei geahndet werden. Sie waren auch bei 123 Einsätzen der Brandbekämpfung beteiligt und sicherten im Mai 1961 mit ca. 18000 freiwilligen Helfer der Volkspolizei die Internationale Friedensfahrt ab.
Mit der dritten und letzten Einführung der Verordnung für die freiwilligen Helfer der Volkspolizei 1982 oblag die Schulung der Helfer immer noch weiterhin den Organen der Volkspolizei. Diese waren somit auch weiterhin verpflichtet, zur Erreichung einer hohen Qualität und einer gesellschaftlichen Wirksamkeit bei der Gewährleistung der öffentlichen Ordnung und Sicherheit eine ständige Aneignung eines hohen „politischen und fachlichen Wissens“ der Helfer zu unterstützen und ihnen die für ihre Tätigkeit erforderlichen Grundsätze der polizeilichen Arbeit zu vermitteln. Neben der Unterrichtung der russischen Sprache sowie der Vermittlung der marxistisch-leninistischen Doktrin standen für die freiwilligen Helfer vor allem Einsatzertüchtigung wie Sport, die Handhabung der angewandten Technik und die Vermittlung von richtigen Verhaltensweisen beim Einschreiten sowie dem korrekten und höflichen Auftreten gegenüber dem Bürger voran. Die auf diesen Schulungen aufbauende Zusammenarbeit mit der Volkspolizei auf der einen bzw. den Helfern bei der Grenzpolizei auf der anderen Seite, diente letztendlich vor allem der komplexen Vorbeugung und Bekämpfung von Straftaten, Verfehlungen und Ordnungswidrigkeiten, der Beseitigung ihrer Ursachen und Bedingungen sowie zur Abwehr und Beseitigung anderer auftretender Gefahren und Störungen.

### Persönliche Ausrüstung und Ausweispflicht
Zur persönlichen Ausrüstung des Freiwilligen Helfers zählte in erster Linie seine Funktionstasche, die es in verschiedenen Ausführungen und Größen gab. Dies war auch der Tatsache geschuldet, dass viele Ausrüstungsgegenstände aus dem persönlichen Eigentum des Helfers stammten. Wichtig ist der Punkt, dass es keinem Helfer im Dienst gestattet war, Faustfeuerwaffen zu tragen. Üblicherweise bestand die Standardausrüstung bei einem freiwilligen Helfer der Volkspolizei aus einem
- Notizblock bzw. Notizheft
- Blaupause
- Schreibutensilien (Bleistift, Radiergummi usw.) und Trillerpfeife.

Daneben konnte er in seiner Tasche kleinere Werkzeuge wie einen Schraubenzieher, Kombizange oder Funktionstaschenmesser mitführen. Zur Tatortsicherung standen ihm Tafelkreide, Millimeterpapier und falls möglich ein Fotoapparat zur Verfügung. Helfer der VP, die auf Nachtstreifen unterwegs waren, führten zudem Taschenlampe, Kerze und Streichhölzer mit. Standardausrüstung bei allen Einsätzen war jedoch das Notfallpäckchen, welches aus Heftpflaster, Mullbinde und Schere bestand. Krad- oder Kraftfahrzeugstreifen erlaubten die Mitführung schwerer Gegenstände, wie Hämmer, Werkzeugkasten, Rettungsdecken usw. Zur Spezialausrüstung konnten je nach eingesetztem Revier auch Ferngläser oder Schutzbrille zum Einsatz kommen. Im Zuge des Einsatzes neben Angehörigen der Volkspolizei waren freiwillige Helfer mit einem Regulierungsstab und/oder einem Schutzhelm ausgestattet. Jeder freiwillige Helfer der Volkspolizei trug während seines Dienstes auch stets einen grün eingeschlagenen Ausweis, der ihn als freiwilligen Helfer der VP autorisierte und den er ohne Aufforderung bei seinem Einschreiten den betroffenen Personen vorzeigen musste. Der Ausweis war somit auch gesetzliche Legitimation aller freiwilligen Helfer.

### Versicherungs- und Strafrechtsschutz
Für die Zeit ihrer unterstützenden Maßnahmen und Tätigkeiten genossen alle freiwilligen Helfer Rechts- und Versicherungsschutz. Die im Zusammenhang mit der Ausübung des Dienstes gemachten Unkosten/Aufwendungen wurden von der Volkspolizei erstattet. Der Versicherungsschutz selber umfasste alle Bürger, die bei organisierten gesellschaftlichen, kulturellen oder sportlichen Aktivitäten einen Unfall erlitten. Der Versicherungsschutz bestand in der Regel aus der betrieblichen Lohnausgleichszahlung und wurde rechtlich wie ein Arbeitsunfall behandelt. Zu den organisierten gesellschaftlichen Tätigkeiten gehörten alle ehrenamtlich gesellschaftlichen Tätigkeiten, somit auch die Tätigkeiten der freiwilligen Helfer. Diese Tätigkeiten waren u. a. gleichgestellt mit der Erfüllung von Pflichten von Wehrpflichtigen außerhalb des Wehrdienstes, aber auch Lebensrettungstätigkeiten, staatlichen Ferien und Urlaubsveranstaltungen usw. Für die Folgen eines Unfalls bestand für den Helfer Anspruch auf Sachleistungen, Unfallrente, Pflegegeld, Sonderpflegegeld und Blindengeld. Bei Tod hatte der Hinterbliebene Anspruch auf Bestattungsbeihilfe und Unfallhinterbliebenenrente. Die Gewährung der Leistung lag bei der zuständigen Sozialversicherung, bei nicht sozialversicherten bei der Sozialversicherung der Arbeiter und Angestellten. Der zugrundeliegende Unfall war innerhalb von 4 Tagen
- a) bei sozialversicherten Bürgern dem Betrieb bzw. der Genossenschaft,
- b) bei Schülern und Studenten der Schule bzw. Hoch- oder Fachschule,
- c) bei allen anderen Bürgern der zuständigen Sozialversicherung

anzuzeigen. Bei den freiwilligen Helfern genügte in der Regel die Information an den Abschnittsbevollmächtigten als Dienstvorgesetzten oder bei der eingesetzten Dienststelle der VP. Die Institutionen waren sodann verpflichtet entsprechend den Rechtsvorschriften diesen Unfall der zuständigen Arbeitsschutzinspektion zu melden. Der Unfall war zusätzlich mit GT (gesellschaftliche Tätigkeit) zu kennzeichnen.
Der Strafrechtsschutz der freiwillige Helfer der Volkspolizei war über § 112 StGB der DDR gewährleistet: Wenn ein Helfer durch Gewaltandrohung oder deren Anwendung oder auf andere Art und Weise an der pflichtgemäßen Verwirklichung der ihm übertragenen Befugnisse gehindert wurde, entsprach das derselben Tatbestandsvoraussetzung wie ein Angriff gegen einen regulären Angehörigen der Volkspolizei bzw. anderer Staatsorgane der DDR.

### Aufwandsentschädigung und Arbeitszeiten
Der Einsatz aller freiwilligen Helfer der Volkspolizei geschah auf ehrenamtlicher Basis. Das bedeutete in der Regel keine Bezahlung, wohl aber in Einzelfällen unter Fortzahlung der bisherigen Lohnkosten. Überwiegend wurde die ehrenamtliche Tätigkeit der freiwilligen Helfer als Dienst für Volk und Vaterland vermittelt, so war für einen ständigen Zustrom von freiwilligen Helfern gesorgt. Weitaus wichtiger als jede Vergütung, die auch in Form von unregelmäßigen Geldprämien, die auch mit der Verleihung von Orden und Ehrenzeichen verbunden sein konnten, war die Aussicht des Helfers auf ein erhöhtes gesellschaftliches Ansehen und die damit einhergehenden Bevorzugungen. Solche Begünstigungen lagen beispielsweise in der schnelleren Vergabe eines Telefonanschlusses oder der Zuweisung eines Personenkraftwagens ohne oder mit verkürzter Wartezeit. Ferner auch für verliehene Sachgeschenke, wie Uhren der begehrten Marke Glashütte, Ruhla oder Rundfunkgeräte aller Art. Die Arbeitszeiten der freiwilligen Helfer der Volkspolizei waren festgeschrieben und betrugen wöchentlich acht bis zehn Stunden je Helfer. Daneben gab es noch hauptamtliche Helfer, vornehmlich ältere Personen und Rentner, die weitaus mehr Stunden leisteten. Jedoch wich auch hier die Norm vom Standard ab, was nicht zuletzt von der Staatsführung beabsichtigt war. So konnten Kombinate und Betriebe, in denen freiwillige Helfer ihrer regulären Tätigkeit nachgingen, den Anteil ihren Stundenleistung für gesellschaftliche Tätigkeiten enorm steigern. Dies führte natürlich auch zu einem erhöhten Ansehen des Betriebs allgemein, etwa bei der Verleihung von Ehrentiteln wie dem Betrieb der sozialistischen Arbeit. Waren mehrere freiwillige Helfer der Volkspolizei in einem Betrieb beschäftigt, so wurden ihre Tätigkeiten vom Betriebsdirektor, über den Partei- oder FDJ-Sekretär groß „vermarktet“, auch von dem zuständigen Polizeirevierleiter, dem Abschnittsbevollmächtigten oder sogar dem eigenen Kollektiv.

### Allgemeine Verhaltensregeln

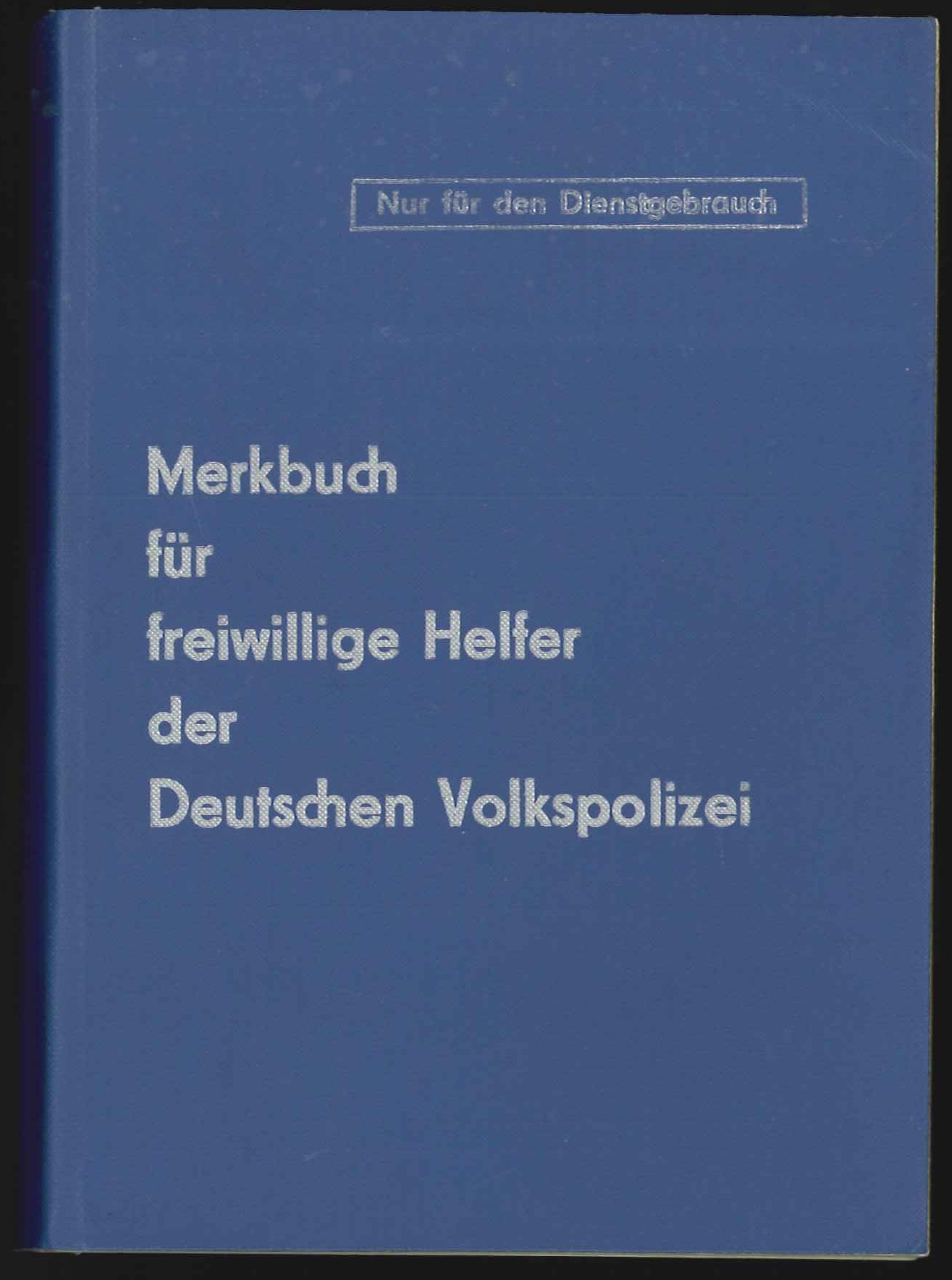
Das kleine Blaue Merkbuch für freiwillige Helfer der Deutschen Volkspolizei gab es auch in Grün

Die allgemeinen Verhaltensregeln orientierten sich weitestgehend an den Verhaltensregeln der Volkspolizei. Diese waren:
- stetige Diszipliniertheit und korrektes Auftreten
- besonnenes und überlegtes Handeln
- Beginn und Beendigung jedes Gesprächs mit Gruß (linke Hand an die Schläfe)
- grundsätzliche Anrede des Bürgers mit „Herr“, „Frau“, „Fräulein“ aber auch „Genosse“
- bei selbständigem Tätigwerden sich mit dem Ausweis für freiwillige Helfer ausweisen[117]
- Belehrungen waren verständlich und höflich zu erteilen
- vorrangig Kindern und gebrechlichen Personen jede mögliche Unterstützung und Hilfe gewähren (z. B. beim Überqueren einer vielbefahrenen Straße ohne Fußgängerüberweg)
- durch eigenes korrektes Verhalten und Handeln das Vertrauensverhältnis zu den Bürgern zu festigen und sich dadurch auch ihre Unterstützung und Mitwirkung zu sichern
- Stillschweigen gegenüber unbefugten Dritten über dienstliche Angelegenheiten bewahren.[118]

Der genannte Musterkatalog zum Personenstatus eines freiwilligen Helfers konnte jedoch in der Realität nicht immer eingehalten werden, dies betraf jedoch nicht nur den negativen Einfluss, sondern auch den positiven. So gab es beispielsweise auch freiwillige Helfer mit Abitur oder Hochschulabschluss, die ihrem Vorgesetzten Abschnittsbevollmächtigten in vielerlei Hinsicht auch geistig überlegen waren, was vielerorts auch Unbehagen und Missgunst des ABVlers oder des VP-Angehörigen gegenüber seinen Helfern auslöste.

### Fragenkatalog
Jeder Freiwillige Helfer der Volkspolizei oder der Grenztruppen musste im Zuge von Ermittlungen oder Meldungen die sogenannten W-Fragen aus dem Effeff beherrschen. Da bei aufkommender Hektik am Tatort oder Ereignisort, z. B. durch unkontrollierten Menschenzulauf, eine erheblich unübersichtliche Lage noch chaotischer zu drohen werden konnte, konnte der Helfer auf seinen W-Fragenkatalog zurückgreifen, den er stets entweder in kleiner Buchform oder in Form eines Zettels in seinem Dienstausweis ständig bei sich führten musste. Insbesondere für die anschließenden Berichte an die Volkspolizei war folgender Fragenkatalog abzuarbeiten:
- Wann? (Zeitpunkt in Tag, Monat Jahr und Uhrzeit der Feststellung bzw., des Vorkommnisses)
- Wer? (Personalien bzw. Personenbeschreibung der Täter, Verursacher, Zeugen)
- Wo? (Ort, Kreis, Straße, Hausnummer, Stockwerk, Beschreibung der Örtlichkeiten)
- Was? (Kurze klare Sachverhaltsdarstellung zum Art des Geschehens, Folgen und Auswirkungen sowie verletzte Rechtsnormen)
- Wie? (kurze klare Schilderung des Herganges, insbesondere der Art und Weise, deren Umstände und Intensität)
- Womit? (Darstellung der Mittel und Gegenstände mit der eine Tat bzw. Handlung begangen wurde)
- Wen? (Bezeichnung des Geschädigten, insbesondere Einzelpersonen, Betriebe oder Einrichtungen)
- Warum? (Motiv und Beweggründe des Täters bzw. der handelnden Person – soweit feststellbar und deren Ursachen)
- Was wurde veranlasst? (bisherige getroffene Maßnahmen mit Zeitangabe, Wer wurde verständigt und wer hat die weitere Bearbeitung übernommen?)

Neben diesen Fragenkatalog notierte sich der Freiwillige Helfer an anderer geeigneter Stelle die wichtigsten Rufnummern seines Kontrollabschnitts, wie die Rufnummer der VP (110), der Feuerwehr (112) oder des Deutschen Roten Kreuzes (115) sowie diverse andere Telefonnummern seines vorgesetzten ABVs, VP-Revier, Rat der Stadt, Poliklinik, Elektrizitätswerke, Gas- und Wasserwerke, Schiedskommission, Kfz-Reparaturwerkstatt und Abschleppdienste, Forstwirtschaftsbetrieb und andere wichtige Rufnummern.

## Taktische Grundregeln im Streifendienst

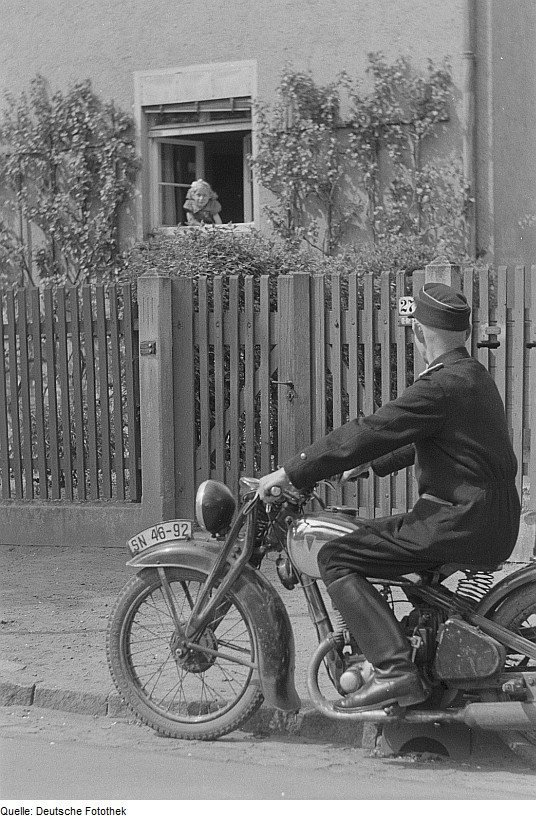
Kradstreife eines VP-Angehörigen, die Fahrten gehörten auch zum Repertoire der Freiwilligen Helfer der VP

Für den Freiwilligen Helfer der Volkspolizei gab es in der Regel drei Arten von Streifen, die Fußstreife, Radstreife und Kradstreife. Erstere auch mit Schutzhunden. Selten, aber auch vorkommend die PKW-Streife vornehmlich in ländlichen Gebieten mit entsprechend größeren Aufgabenrevier. In der Regel wurden die freiwilligen Helfer von dem Abschnittsbevollmächtigten unmittelbar vor Ort eingewiesen. Brennpunkte vermittelt und Objekte dargestellt, die besonderes Augenmerk verdienten.

### Fußstreife
- Mäßige Schritte, öfter stehenbleiben und beobachten – dabei nicht im Strom von Passanten bewegen.
- an wichtigen Punkten wie Gefahrenstellen günstige Standorte wählen und beobachten.
- an festgelegte Zeiten und (Überwachungs)räume halten.
- Lageberichte zu festgelegten Zeiten an zuständigen VP-Angehörige übermitteln bzw. berichten.
- Verbot des Rauchens, Trinkens oder Essens während der Streife.
- Gaststätten sowie andere öffentliche Gebäude nur aus zwingenden Gründen oder auf Anordnung zusammen mit dem Abschnittsbevollmächtigten aufsuchen, selbständig nur zur Überprüfung zum Schutz der Kinder und Jugendlichen Verordnung, Kontrolle der Polizeistunde usw.
- Festigung der Verständigung der im Bereich ansässigen gesellschaftlichen Kräfte wie Pförtner, Tankwarte, Verkaufspersonal.
- Verbindung zu VP-Angehörigen und anderen Freiwilligen Helfern im Bereich halten und dabei unnötiges Zusammenstehen vermeiden.

### Fahrradstreife
- Langsam fahren und ständig die Umgebung beobachten
- Verkehrsvorschriften gewissenhaft einhalten
- Fahrten unterbrechen, Fahrrad schieben und Fußstreife gehen – dabei öfter stehenbleiben und beobachten
- vor jedem Einschreiten Fahrrad abstellen
- Beweglichkeit mit dem Fahrrad nutzen – Besondere Brennpunkte, die einer sorgfältigen Beobachtung bedürfen, mehrmals auch aus verschiedenen Richtungen passieren

### Moped/Kradstreife
- vor Streifenfahrt genaue Einprägung von markanten Beobachtungspunkten
- Fahrtgeschwindigkeit so wählen, dass der abzufahrende Streifenbereich gut beobachtet werden konnte
- Einhaltung der Verkehrsvorschriften
- an festgelegten Haltepunkten Fußstreifen durchführen bzw. Posten beziehen
- bei Einschreiten in einer Situation Fahrzeug ordnungsgemäß abstellen[120]

### Nachtverhalten
- Taktik des viel Hörens und Sehens bei eigener Deckung.
- mäßige Schrittfolge und angemessene Abstände zur Häuserflucht einhalten.
- an unbelebten Stellen öfter stehenbleiben und beobachten unter Beachtung der oben genannten Taktik
- überraschendes Auftauchen an Orten, die vor kurzer Zeit erst observiert worden sind (um möglichen „kriminellen Elementen“ kein Einstellen auf feste Abläufe zu ermöglichen).
- von hinten nähernden Personen nie den Rücken zudrehen – rechtzeitig umdrehen, entgegengehen oder vorbeilassen.
- beim Einschreiten zu der Person Abstand halten bei gleichzeitiger Rückenfreiheit.

## Erste-Hilfe-Maßnahmen

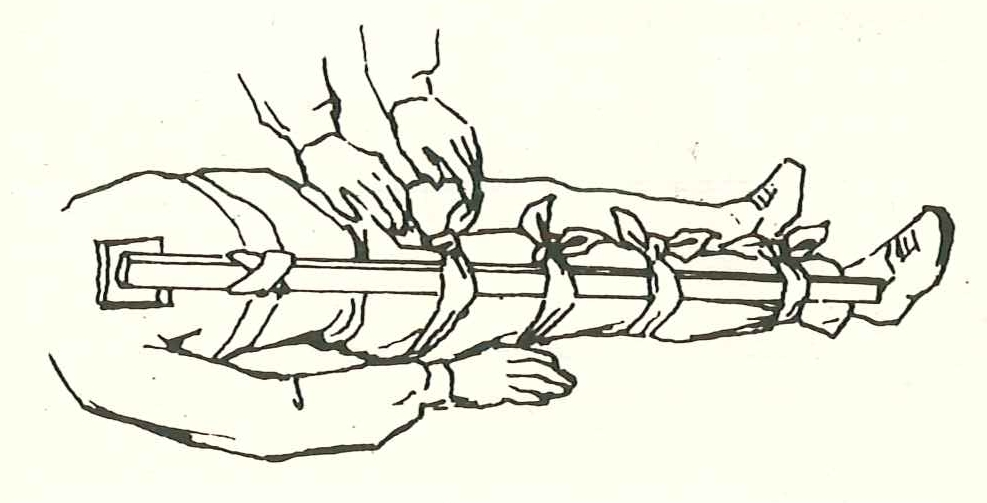
Schienung bei Brüchen mit provisorischen Mitteln

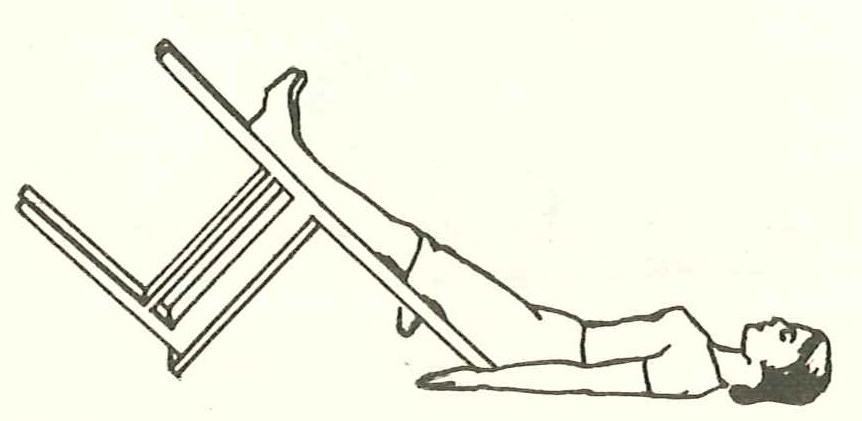
Korrekte Lagerung einer geschockten Person

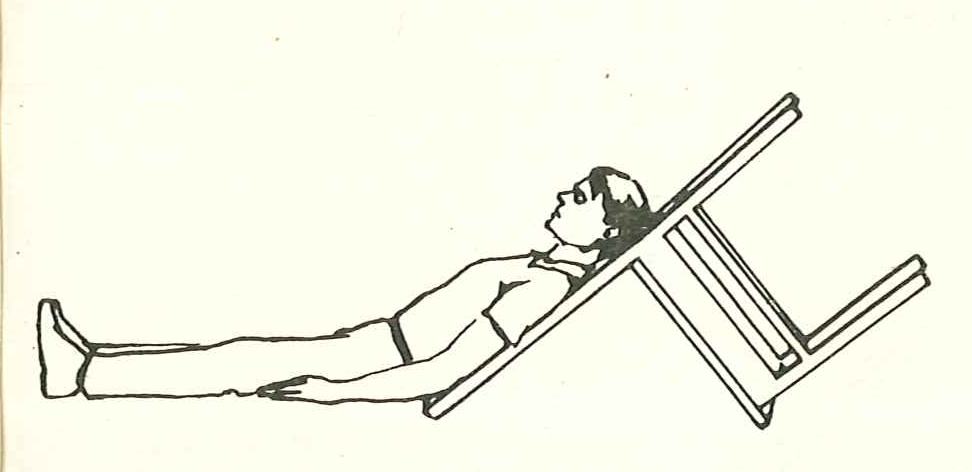
Korrekte Lagerung einer bewusstlosen Person

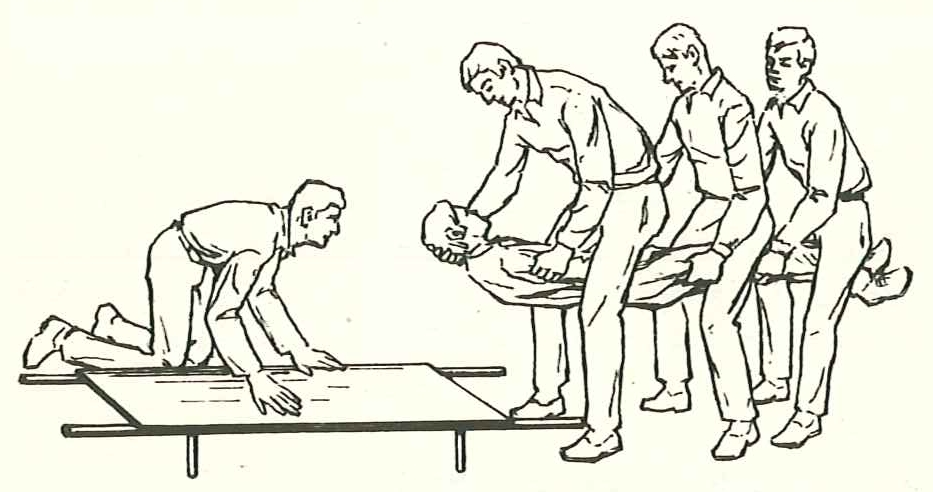
Bergung einer Person mit Wirbelsäulenverletzung in den 70er Jahren

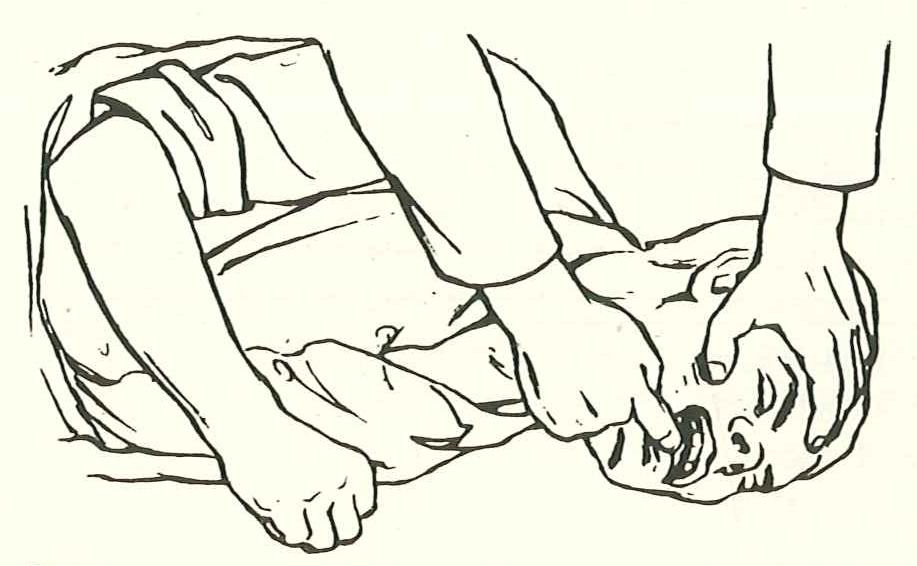
Luftwegefreimachung eines Verunfallten

Die freiwilligen Helfer erreichten im Falle von Verletzungen oder Beschädigungen von Personen oftmals als Erste den Ort des Geschehens und konnten im Zuge ihrer Grundausbildung in der Ersten Hilfe auch primäre allererste medizinische Maßnahmen treffen, bis die Rettungskräfte eintrafen. So stand in der sozialistischen Gesellschaftsordnung, aber auch im heutigen Polizeiwesen, das Leben und die Gesundheit der Menschen an Erster Stelle. So verstand der freiwillige Helfer der VP unter Erster Hilfe auch nur die Erstversorgung des Betroffenen mit einfachsten Mitteln, auch bei schwierigsten und schweren Bedingungen. Hier galt der Grundsatz: Ruhe bewahren – sinnvoll, logisch und zielgerichtet handeln!. Im Einzelnen umfasste das Tätigwerden des Helfers auf Bergen, Lagerungskontrolle, Erstversorgung sowie Transport in ärztliche Behandlung bzw. Verständigung eines Arztes. Dazu ging der freiwillige Helfer nach einer strengen Ereigniskette vor:
1. Verletztenbergung aus Gefahrenzone
2. Anrufung von Arzt- oder Rettungsdienst
3. Ersthilfe
4. Übersichtshaltung, Ruhe und Ordnungsherstellung
5. Identitätsfeststellung des Verletzten
6. Personalien des behandelnden Arztes notieren
7. Polizeiliches Kennzeichen des Krankenwagens notieren[121]

War infolge des schweren Unfalls keine Hilfeleistung mehr für den Betroffenen möglich, z. B. durch sichtbare tödliche Körpereinwirkung, abgetrennte Gliedmaßen usw. hatte der freiwillige Helfer für die Sicherung der Unfallstelle zu sorgen und den Betroffenen so weit als möglich zu bedecken. Im Falle von Verletzungen wurden alle freiwilligen Helfer für die folgenden Ersatzhilfemaßnahmen geschult:

### Bergung / Wundbehandlung / Arterienblutungen / Blutungen
Bei der Bergung von Verunglückten aus einem Fahrzeug musste der freiwillige Helfer zunächst einer unmittelbaren Brandgefahr vorbeugen. Dazu musste er den Zündschlüssel herausziehen, die Benzinleitungen schließen und evtl. vorhandene Löschgeräte wie Handfeuerlöscher bereitstellen. Anschließend konnte der Helfer den Verletzten unter Zuhilfenahme von Werkzeugen wie Wagenhebern usw. vorsichtig unter Schutz verletzter Körperstellen bergen. Dabei musste er beachten, dass der Verunfallte mögliche innere Verletzungen haben könnte. War dies aufgrund der schwere des Unfalls anzunehmen, hatte der Helfer rechtzeitig genügend Bürger der nahen Umgebung zur Hilfeleistung aufzufordern, oder andere freiwillige Helfer anzufordern um eine bessere Bergung zu gewährleisten. Unter Wundbehandlung war für den Freiwilligen Helfer jede Durchtrennung der Schutzhülle des Körpers der Haut zu verstehen. Dabei war jede Wunde mit einem keimfreien trockenen Mullverband abzudecken, wobei Wunden nie mit Fingern oder Pinzetten in Kontakt kommen sollten. Sie sollten auch nicht ausgewaschen oder mit Salben und Puder behandelt werden. Fremdkörper wie Messer usw. mussten im Körper belassen werden, wobei jede Lageänderung untersagt war um schwerere Schäden zu vermeiden. Anschließend war sofort der Arzt zu informieren. Auch Verletzungen mussten zunächst vom freiwilligen Helfer mit keimfreien Material abgedeckt, sowie mit einem stärkeren Kompresse abgebunden werden, ohne dass Gliedmaßen wie Finger oder Zehen eventuell abstarben. Dies war für den Helfer an einer weiß- oder Blaufärbung der Extremitäten erkennbar. Kam die Blutung trotz Kompresse nicht zum Stillstand, musste der Helfer zusätzlich einen Abschnürverband anlegen, der eine Handbreit herzwärts angelegt wurde. Verletzungen größerer Gefäße mussten durch Abdrücken mit der Hand gestillt und anschließend abgeschnürt werden. Dabei wurde ein ganzes Verbandspäckchen zwischen Verletzung und Herz aufgelegt und mit einem Gürtel oder ähnlichen befestigt. In diesem Fall musste der Helfer einen Begleitzettel für den kommenden Arzt ausfüllen aus dem die Uhrzeit sowie sein Name hervorging. War nach einer Stunde immer noch kein Arzt eingetroffen, musste die Abschnürung gelockert werden um ein Absterben der betroffenen Gliedmaßen zu verhindern. Die Lockerung war ebenfalls auf dem Begleitzettel zu vermerken. Die Venenblutung war für den Helfer im Unterschied zur Arterienverletzung durch gleichmäßigen Blutausfluss aus der Wunde erkennbar. In diesem Fall legte der Helfer einen Druckverband an, wobei bei kleineren Blutungen ein Schutzverband ausreichend war. Anschließend brachte er den Verletzten zum nächsten Haus oder Krankenhaus bzw. verständigte den Rettungsdienst. Blutungen Innerer Organe (z. B. Leber, Milz, Niere, Lunge oder Darm) musste der Helfer durch sorgfältige Beobachtungen der Gesichtsfarbe diagnostizieren, da solcherlei Verletzungen sich durch eine blasse Hautfarbe und Schweißausbruch bemerkbar machten. War dies der Fall, musste der Verletzte ruhig gelagert und unverzüglich ins nächste Krankenhaus gebracht werden, unter Umständen durch Beschlagnahme eines vorbeifahrenden Fahrzeuges.

### Schädel-, Wirbelsäulenverletzungen und Verletzung innerer Organe
Verletzungen des Schädels, insbesondere Schädelbrüche waren für den Helfer durch Blutungen aus Nase, Ohren oder Mund erkennbar. Begleitet durch Schwindelgefühle des Verunfallten oder dessen Erbrechen. War der Betroffene bewusstlos, brachte der freiwillige Helfer diesen in eine stabile Seitenlage ohne Kopferhöhung um mögliche Komplikationen weitestgehend zu vermeiden. Wirbelsäulenverletzungen waren für den Helfer an Schmerzen sowie durch Lähmungserscheinungen des Betroffenen zu erkennen. In diesem Fall wurde der Verunfallte unter Zuhilfenahme von mehreren Helfern vorsichtig auf einen Tisch oder ein breites Brett gelegt und ohne Umlagerung unter höchster Vorsicht in das nächste Krankenhaus gebracht, sofern kein ärztlicher Notdienst eintraf. Bei offenen Brüchen war zunächst die Wunde zu versorgen. Unmittelbare Lebensgefahren für den Verunfallten entstehen durch Verletzungen lebenswichtiger innerer Organe. Der Freiwillige Helfer musste in diesem Fall von einer starken Prellung des Oberkörpers, wie er bei Auffahrunfällen entstand ausgehen, die durch das Einklemmen des Fahrzeugführers zwischen Lenkrad und Rücklehne ihren Ursprung genommen hatte. Erkennbar war es für ihn am Schockzustand des Verunfallten (falls bei Bewusstsein), Atemnot, blaurote Gesichtfärbung und rasselnde Atmung mit Hustenreiz. War dies der Fall, war die Person durch den Helfer möglichst aus seiner Lage zu befreien und in halbsitzender Stellung wie auf Baumstümpfe und dergleichen zu lagern und gegen Auskühlung zu schützen. Bei Atemstillstand begann der Helfer mir sofortiger Atemspende.

### Verletzungen am offenen Brustkorb und des Bauchraumes
Verletzungen am offenen Brustkorb sind für den Betroffenen eine weitere lebensbedrohliche Situation, da durch den Spalt Luft zwischen Lunge und Rippenfell gelangt. Dadurch sinkt die Lunge zusammen und fällt die Atmung aus. Das Herz wird in diesem Fall durch die veränderten Druckverhältnisse verlagert und wird in seiner Pumpfunktion gestört. Nicht selten traten auch Blutungen aus den Lungengefäßen auf. Der Helfer musste in diesem Fall die Brustkorböffnung mit keimfreiem Mull bedecken und durch Auflegen der Innenseite der Verbandspäckchenhülle luftdicht verschließen und mit Heftpflaster provisorisch befestigen. Stumpfe Verletzungen des Bauchraumes durch Gewalteinwirkung sind oft mit Bauchschmerzen des Betroffenen verbunden. War dies nach Befragung oder Beobachtung durch den Helfer erkennbar, war der Verletzte mit angezogenen Knien zu lagern und unverzüglich in ein Krankenhaus zu bringen. Dabei durfte er dem Geschädigten weder Getränke noch Speisen reichen, da durch eventuelle Risse des Darmes die Lage verschlimmert werden konnte. Bei offenen Bauchverletzungen war die betroffene Stelle mit einem keimfreien Verband zu versehen. Ansonsten glich der Ablauf der Behandlung von stumpfen Verletzungen.

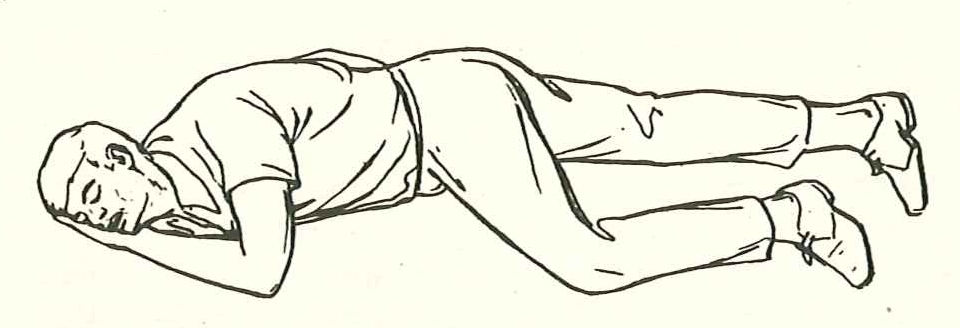
Grundwissen jedes Freiwilligen Helfers – die Stabile Seitenlage
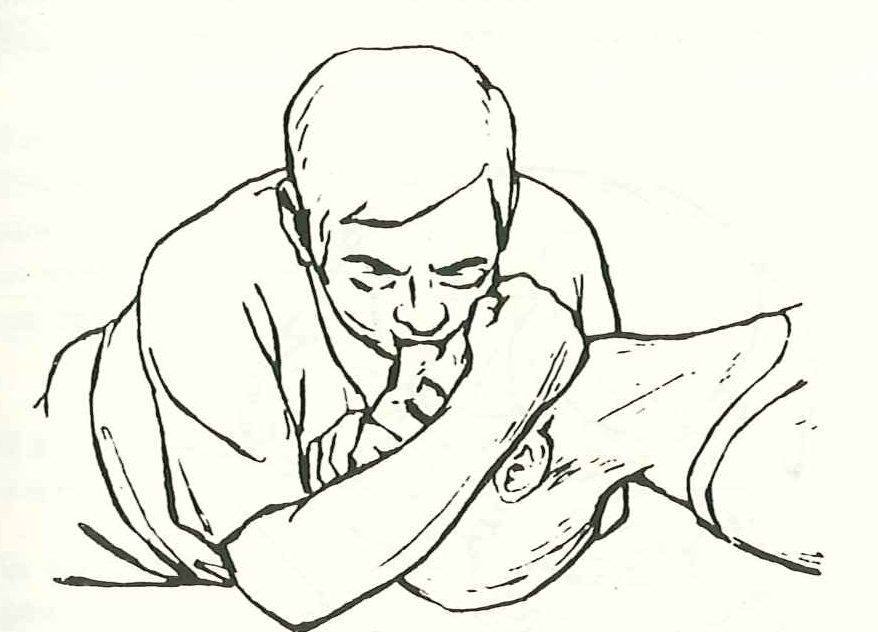
Darstellung der Mund-zu-Nase-Beatmung
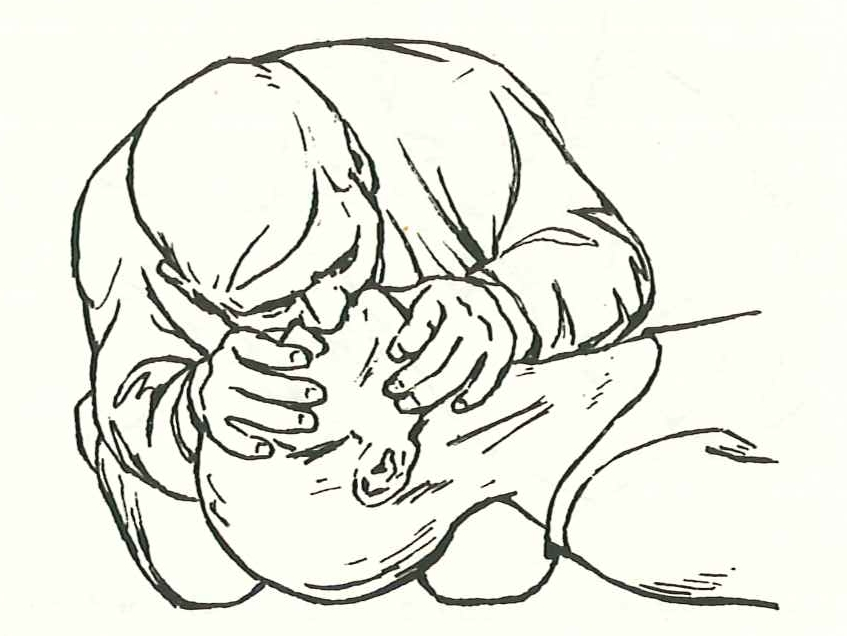
Darstellung der Mund-zu-Mund-Beatmung
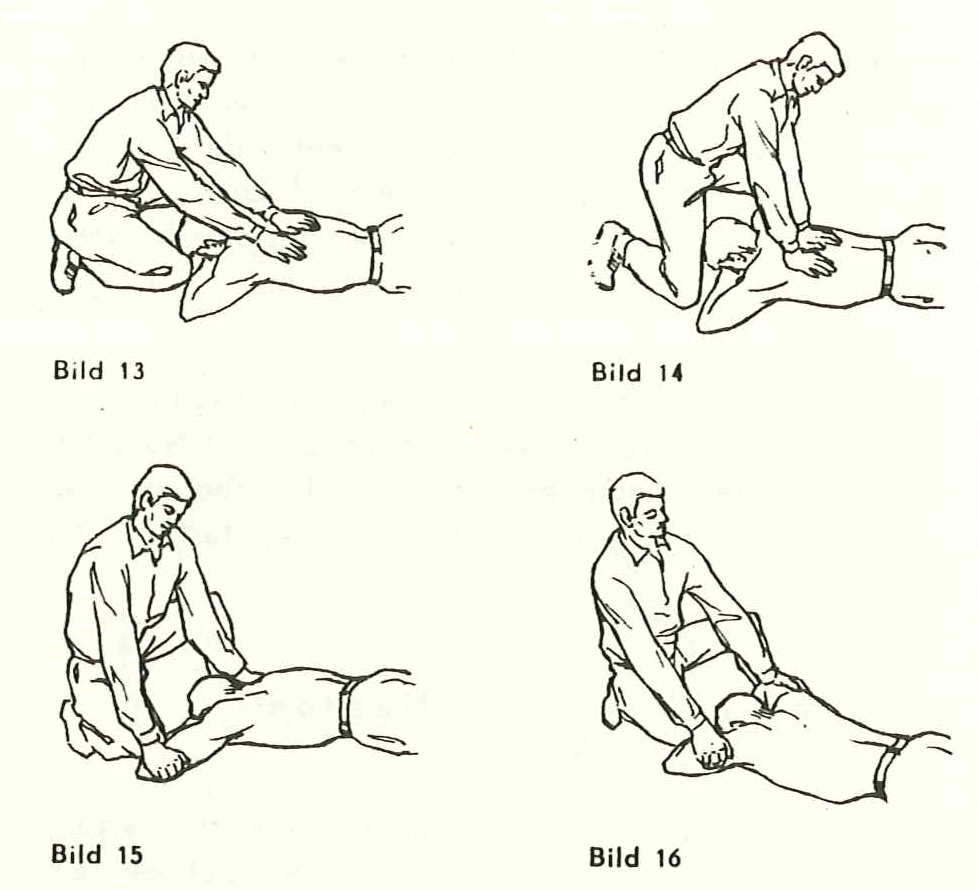
Darstellung der nicht mehr angewandten Rückendruck-Armzug-Methode

### Bewusstlosigkeit und Schock
Der Freiwillige Helfer musste im Falle einer Ohnmacht/Bewusstlosigkeit zwischen der Roten Ohnmacht und der Weißen Ohnmacht, wobei Erstere durch einen verstärkten Blutdrang im Gehirn, wie etwa nach einem Hitzschlag oder Sonnenstich hervorgerufen wurde und Letztere durch eine blasse Gesichtsfarbe erkennbar ist, wie sie nach langem Stehen oder Sitzen sowie bei Massenveranstaltungen auftritt. Bei der Roten Ohnmacht musste der Betroffene an einen schattigen Ort verbracht und sein Oberkörper erhöht werden. Enganliegende Kleidung war zu öffnen. Gegenfalls verabreichte der Helfer feuchte Umschläge auf die Stirn und gab ihm bei Bewusstsein ausreichend Getränke. Bei der Weißen Ohnmacht war der Betroffene sofort in Räume mit besserer Luftzirkulation zu bringen und an den Beinen erhöht zu lagern. Er war des Weiteren in Decken zu hüllen und nach seiner Bewusstseinsrückkehr mit warmen Getränke zu versorgen die zu verabreichen waren. Schockzustände bei Personen waren für den Helfer durch eine blasse Gesichtsfarbe, der spitzen Nase und kalten klebrigen Schweiß erkennbar. Ferner auch am kaum spürbaren aber immer schneller werdenden Puls und der flachen Atmung. In diesem Fall war sofort ein Arzt zu rufen, da Personen in Schockzuständen nicht transportfähig waren. Falls möglich, verabreichte der Helfer auch hier Getränke.

### Atemspende/Atemstillstand und Notverbände
Bei Atemstillstand war durch den Helfer unverzüglich Atemspende zu gewährleisten. Diese wurde in stabiler Seitenlage oder in Rückenlage ausgeführt. Die dafür angewandten Techniken waren die Mund-zu-Nase-Beatmung sowie die Mund-zu-Mund-Beatmung. Bei schweren Gesichtsverletzungen, die eine Atemspende unmöglich machen, wurde vom Helfer die sog. Rückendruck-Armzug-Methode von Holger Louis Nielsen angewandt, die inzwischen jedoch als veraltet gilt. Bei dieser Methode kam eine Art künstliche Atmung in Frage die auf dem Prinzip der Zusammenpressung und Ausdehnung des Brustkorbes des Verletzten beruhte. Durch Zusammendrücken des Brustkorbs wurde ein Druck in der Lunge erzeugt (Ausatmung), das Loslassen des Brustkorbs und durch zusätzliche Dehnung durch bestimmte Armbewegung erzeugte wiederum einen Sog, der die Einatmung simulierte. Dieses Prozedere wurde dann so lange ausgeführt, etwa 15- bis 20-mal in der Minute, bis die Atmung wieder einsetze bzw. der Notarzt eintraf oder die Person trotz intensiver Bemühungen nicht mehr reanimiert werden konnte. Der drohende Atemstillstand war für den Helfer meist durch einen mechanischen oberen Luftwegeverschluss erkennbar, in der Regel bei bewusstlosen Personen durch Blut, Wasser oder Erbrochenen im Mundraum. In diesem Fall reinigte der freiwillige Helfer die Mundhöhle, bei älteren Menschen nach Entfernen der Zahnprothese bzw. des Gebisses und brachte die Person in die stabile Seitenlage. Notverbände dienen in der Regel dazu, dass eventuelle Krankheitskeime nicht in die offene Wunde gelangen und um abgesonderte Wundflüssigkeit und Blut aufzusaugen. Zu diesem Zweck absolvierte der Freiwillige Helfer der VP einen Lehrgang, der in unregelmäßigen Abständen auch wiederholt wurde, um im Ernstfall ohne längeres Nachdenken Fachgerecht einen Notverband anlegen zu können. Dazu dienten allerart von mitgeführten Binden (in der mitgeführten Umhängetasche), Leinen, Dreiecktücher aber auch Herrentaschentücher. Zum eventuellen Schienen genügten möglichst gerade Äste, Bretter oder Pappstreifen die mit Moos, Gras oder Heu gepolstert wurden. Die gängigsten Verbandsarten waren:

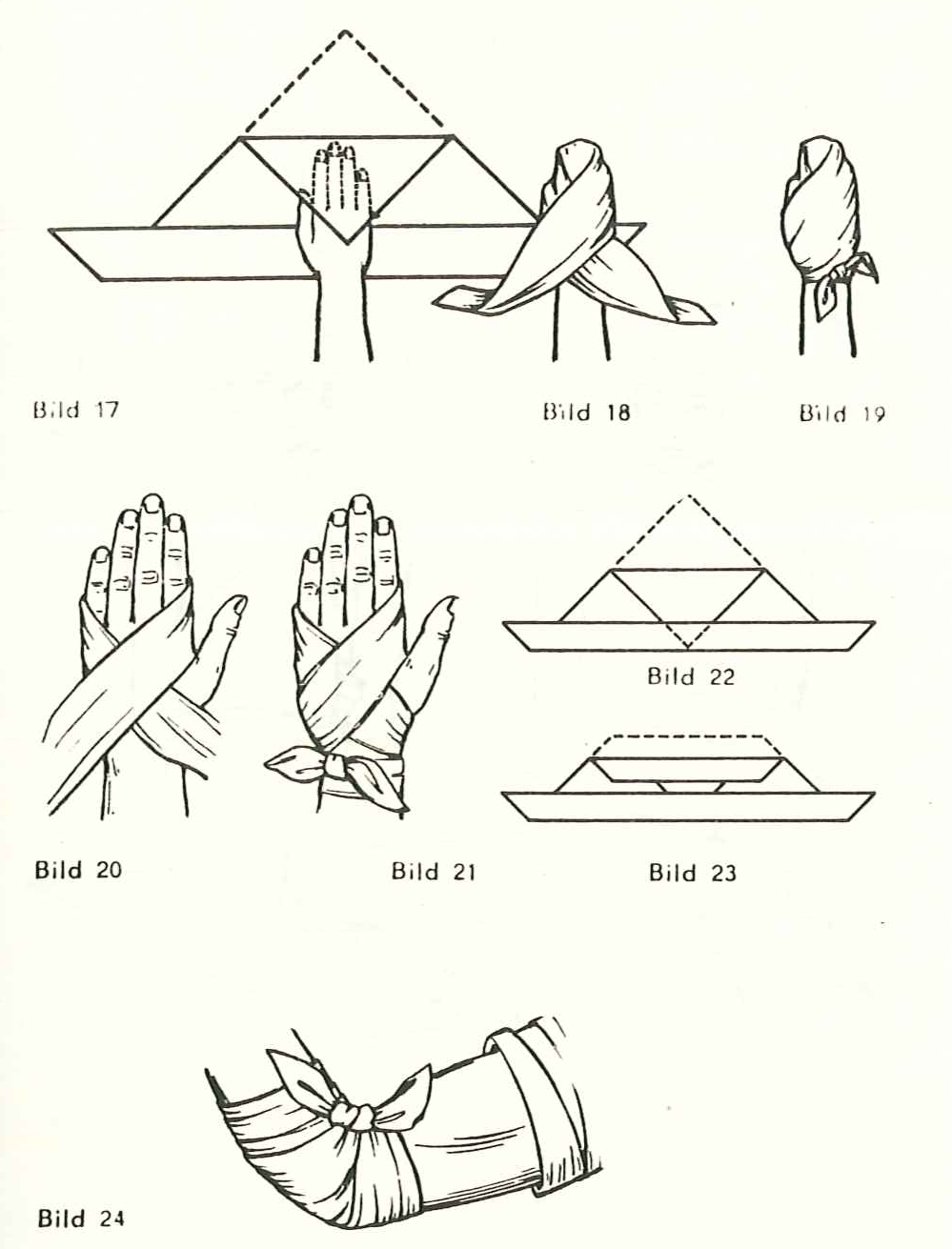
Notverbände für Arm- und Handverletzungen Teil I
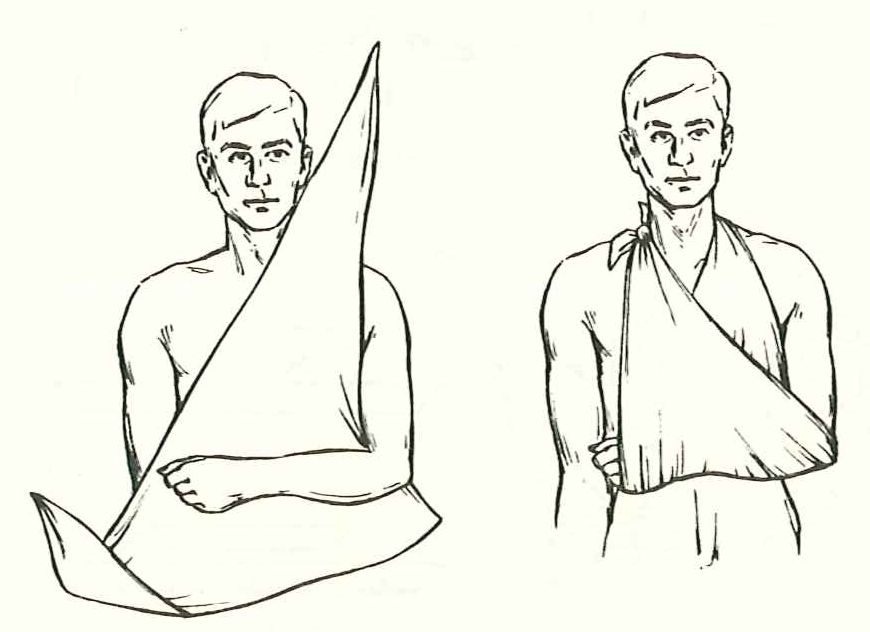
Notverbände für Arm- und Handverletzungen II
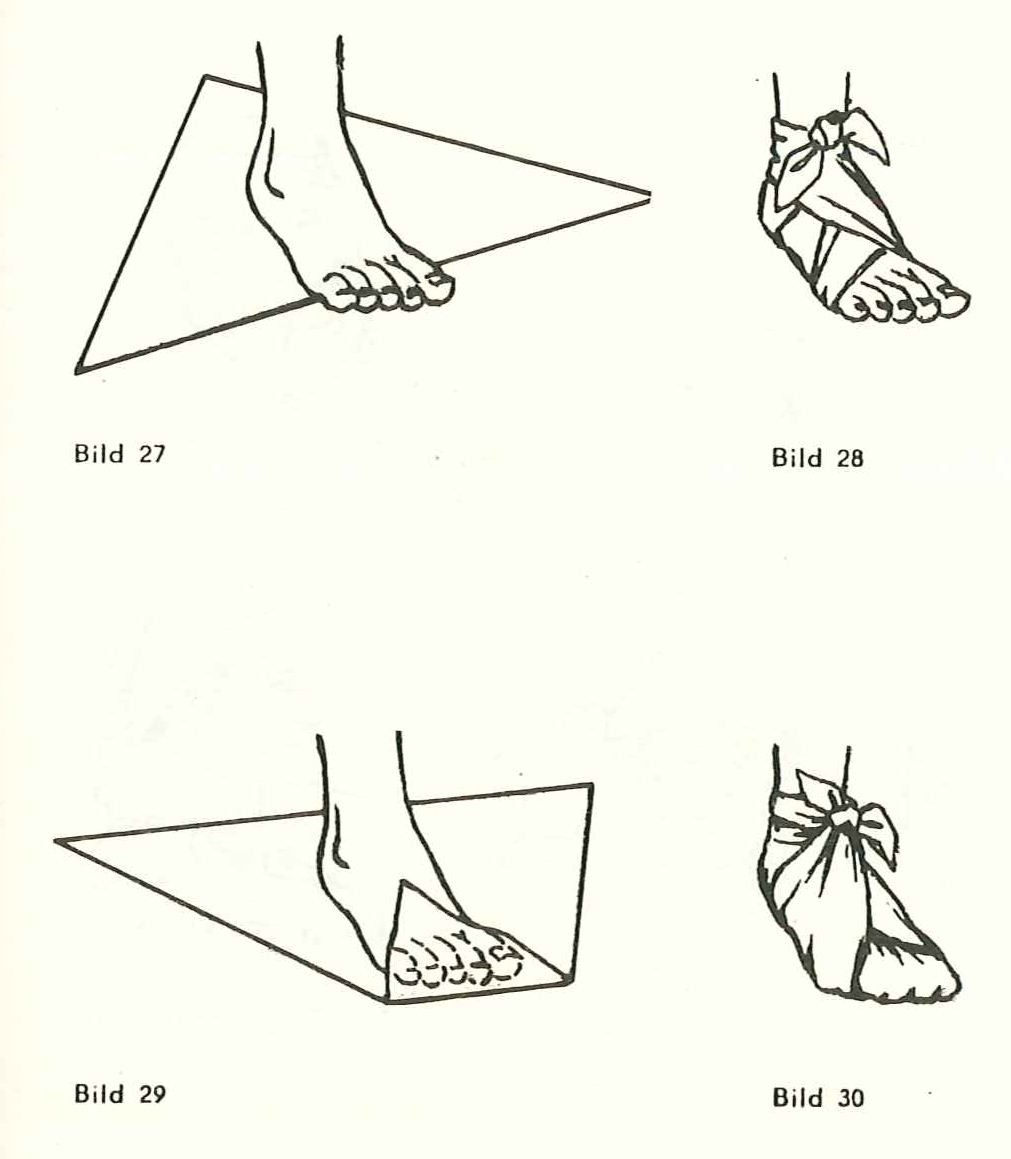
Notverband für Füße
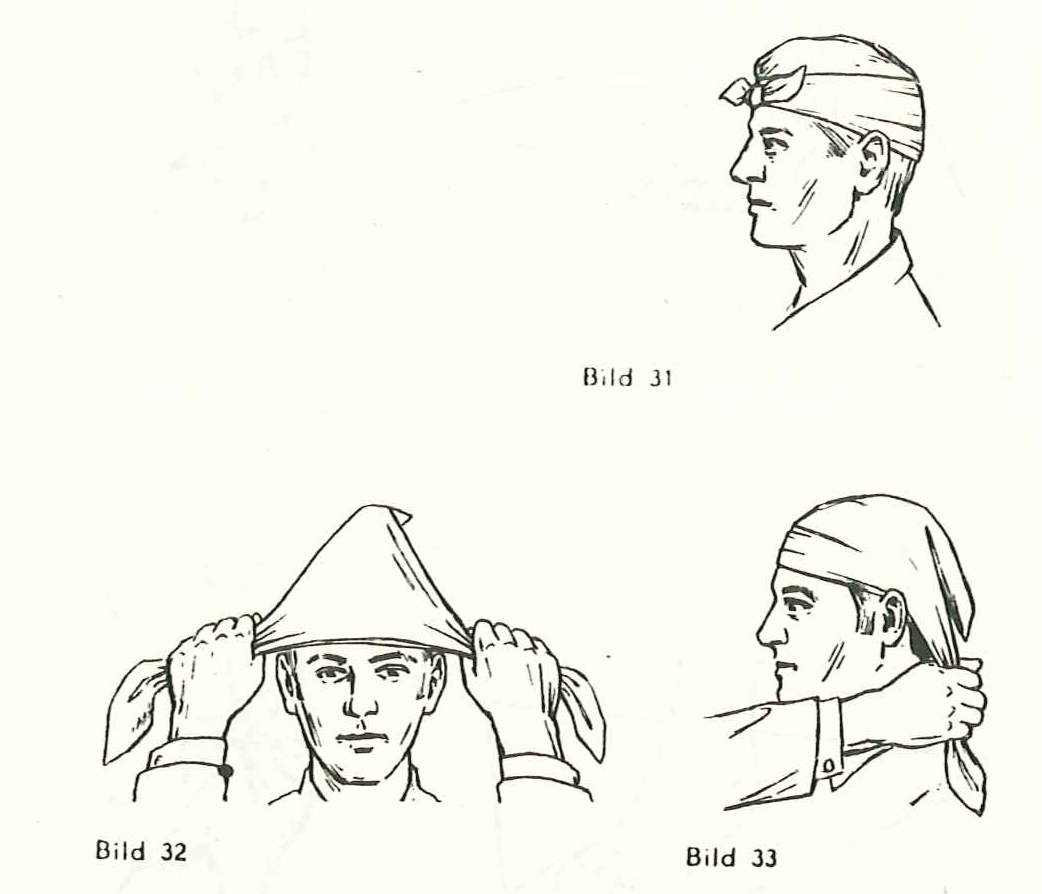
Notverbände für Kopfverletzungen Teil I
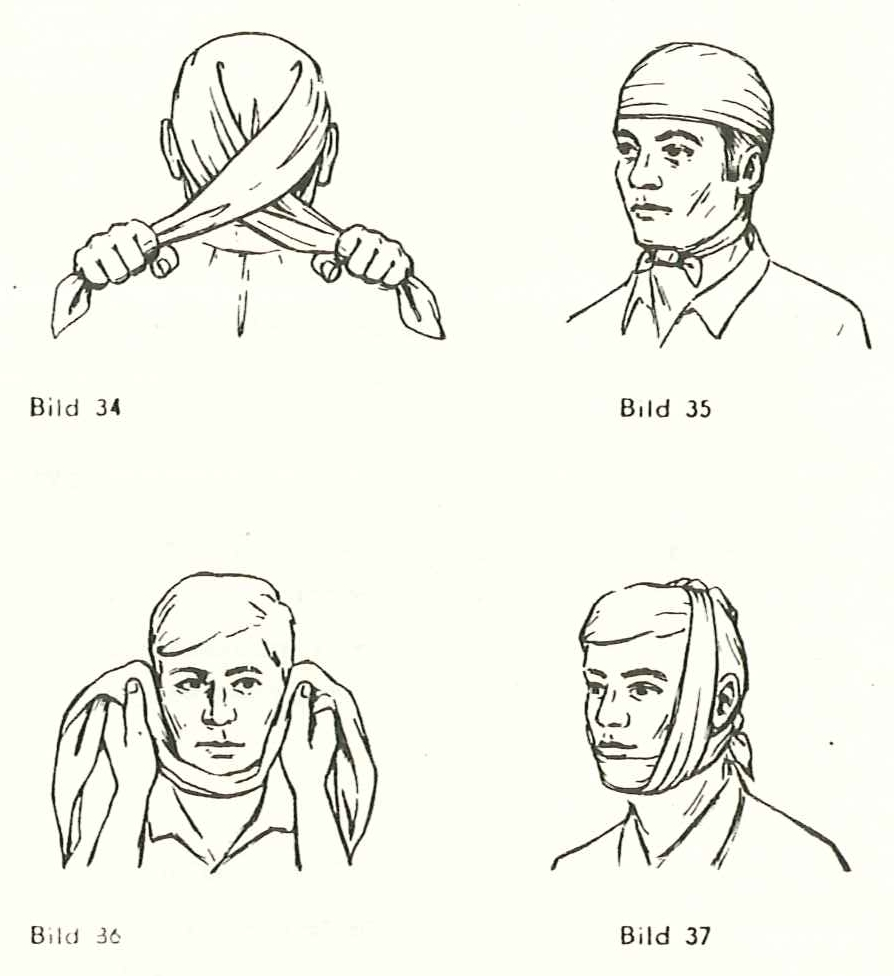
Notverbände für Kopfverletzungen Teil II

Wie aus dem Maßnahmenkatalog zu ersehen, bestand die Ersthilfe des freiwilligen Helfers der VP nicht nur aus dem vielgenannten verkleben von Heftpflastern bei gestürzten Kindern auf dessen lädierten Knien, sondern war ein umfangreiches Unterfangen, das weit über das Standardprogramm heutiger Erste-Hilfe-Kurse hinausging. Nicht wenige Betroffene verdankten der rechtzeitigen Hilfemaßnahme durch die Helfer ihr Leben oder wurden vor schlimmeren Folgeerscheinungen bewahrt.

## Uniformierung
Merkmal der freiwilligen Helfer der Volkspolizei war die rote Armbinde mit dem Aufdruck Helfer der Volkspolizei. Die am linken Oberarm getragene Armbinde war laut Gesetz den Helfern vorbehalten. Sie zeigt in ihrer Mitte den Polizeistern der Volkspolizei und die darüber liegenden weiße, leicht gebogene genannte Umschrift. Die Binde gab es sowohl bedruckt als auch in gestickter Form, die im Laufe der Zeit geringfügigen Änderungen unterworfen war. So war der Polizeistern in der Gründungsphase der Volkspolizei ab 1952 noch ohne Staatswappen der DDR, welches erst später hinzugefügt wurde. Die Breite der Armbinde betrug ca. 18,5 cm (eingeschlagen) und die Höhe ca. 11 cm. Der Polizeistern hat dagegen einen Durchmesser von 7 cm.
Obwohl explizit die freiwilligen Helfer bei ihren Einsätzen keine offizielle Uniform trugen, waren viele dieser Helfer aus Restbeständen alter Uniformkammern eingekleidet worden, allerdings ohne Rang- und Dienstabzeichen oder sonstiger uniformspezifischer Merkmale. Einzige Ausnahme war die Uniform für den Abschnittsbevollmächtigten, der jedoch als Angehöriger der Volkspolizei auch berechtigt war, eine Uniform zu tragen. Die Uniform der freiwillige Helfer der Volkspolizei bestand in der Regel aus einem weißen kurzen Hemd für die Sommermonate und bei Regenwetter aus einem Ölmantel oder einem Regencape aus VP-Beständen. Für die kältere Jahreszeit standen Wintermäntel und Wollpullover zur Verfügung die entweder auch aus der Kleiderkammer der Volkspolizei stammten oder aus dem Privatbesitz des freiwilligen Helfers. Im Winter wurde die russische Tschapka getragen. Eine Schirmmütze mit dem Polizeistern der Volkspolizei gab es nicht, allerdings weiße oder graue Schirmmützen ohne Emblem oder Kokarde, aus Eigen-, VP- oder NVA-Beständen. Daneben existierten weitere individuelle Kopfbedeckungen wie die Schieber- oder Schiffermützen. Als Fußbekleidung dienten in der Regel VP- oder NVA-Stiefel (Knobelbecher) die allesamt einheitlich waren. Freiwillige Helfer der Transportpolizei, insbesondere jene bei der Deutschen Reichsbahn, trugen neben der Armbinde ihre reguläre Dienstuniform und verstärkten so den Eindruck des Uniformierten Helfers.

## Auszeichnungswesen

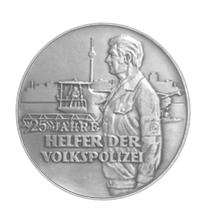
Ehrenmedaille, gestiftet anlässlich des 25. Jahrestages der freiwilligen Helfer der Volkspolizei 1977

Die freiwilligen Helfer der Volkspolizei der DDR konnten seit 1982 für besondere Verdienste mit staatlichen Ehrenzeichen gewürdigt werden. Schon zum 15. Jahrestag der Deutschen Volkspolizei 1967 195 freiwillige Helfer der Volkspolizei die Medaille für ausgezeichnete Leistungen in den bewaffneten Organen des Ministeriums des Innern sowie weitere 32.650 Helfer die Ehrenurkunde für 5-jährige treue Dienste als Helfer der Volkspolizei. Die Verordnung von 1982 unterschied zwei Arten der Auszeichnung:
- für hervorragende Leistungen bei der Gewährleistung der öffentlichen Ordnung und Sicherheit gewürdigt[137] sowie
- für besondere Verdienste mit staatlichen Ehrenzeichen[138]

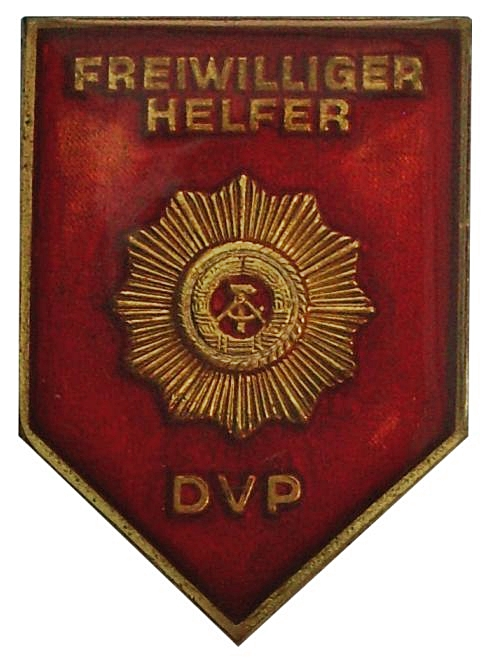
Abzeichen für die freiwilligen Helfer der DVP

bedacht werden. Für hervorragende Leistungen erhielten die freiwilligen Helfer der Volkspolizei das nichtstaatliche Abzeichen der Freiwilliger Helfer nebst dazugehöriger Urkunde. Dieses bestand aus Buntmetall war 39 mm hoch, 28 mm breit und hatte die Form eines Rechtecks mit spitz zulaufender Unterseite. In seiner Mitte lag der goldfarbene Polizeistern der VP mit zentralem Staatswappen der DDR. Darüber die goldene Inschrift: FREIWILLIGER / HELFER (oben) und DVP unten, die ebenfalls in Gold ausgeführt war. Die Rückseite des Abzeichens zeige eine waagerecht verlötete Nadel mit Gegenhaken sowie eine kleine knopfartige Vertiefung, die sich in Höhe des Staatswappens befindet. Getragen wurde das Abzeichen sichtbar am Rockaufschlag des Helfers, wobei es aber keine explizit geregelte Trageregelung gab. Umrahmt war das ganze Abzeichen ebenfalls goldfarben. Des Weiteren gab es eine weitere nichtstaatliche Auszeichnung, die nicht tragbare Erinnerungsmedaille 25 Jahre Helfer der Volkspolizei. Es handelte sich hierbei nicht um eine Auszeichnung im eigentlichen Sinne, sondern um eine Prägung anlässlich des 25. Jahrestages der freiwilligen Helfer 1977 mit einem Durchmesser von 60 mm, die ausgewählte Helfer ausgehändigt bekamen. Die Medaille zeigt auf ihrem Avers das Antlitz eines freiwilligen Helfers der Volkspolizei in Uniform vor einem Mähdrescher mit der dahinter liegenden Silhouette Ost-Berlins. Darüber in erhabenen geprägten Buchstaben die Inschrift: 25 Jahre / Helfer der / Volkspolizei. Das Revers der Medaille zeigt dagegen die obige Inschrift: DANK / UND ANERKENNUNG / FÜR DIE TÄTIGKEIT / ALS FREIWILLIGER HELFER / DER VOLKSPOLIZEI. Unter der Aufschrift, die etwa die Hälfte des Durchmessers einnimmt, befindet sich der Polizeistern der Volkspolizei der links und rechts je von einem Lorbeerzweig flankiert wird. Die nachfolgende Tabelle zeigt, mit welchen staatlichen Ehrenzeichen die freiwilligen Helfer, neben der obligatorischen Massenauszeichnung Aktivist der sozialistischen Arbeit noch ausgezeichnet wurden:

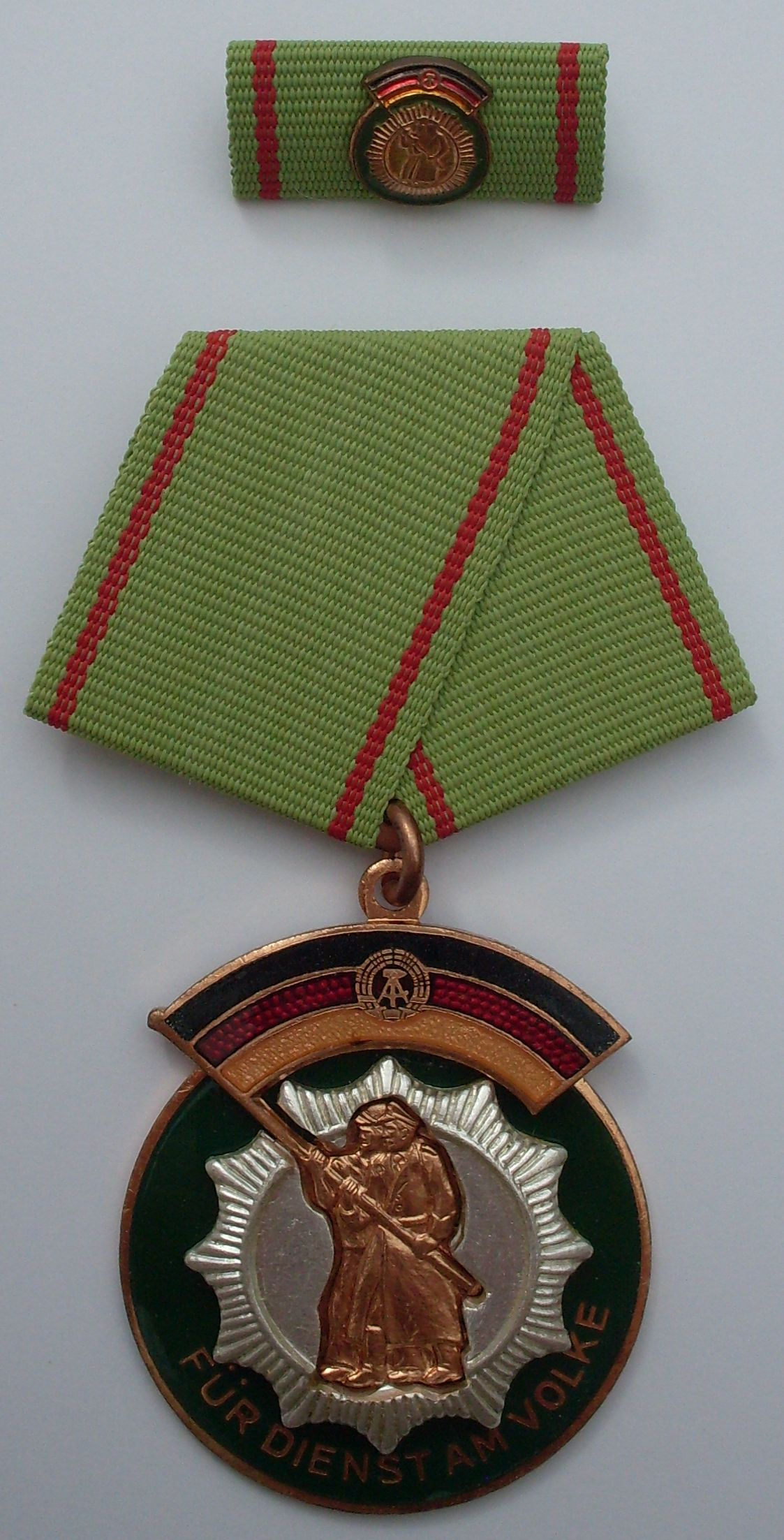
Ehrenzeichen der Deutschen Volkspolizei
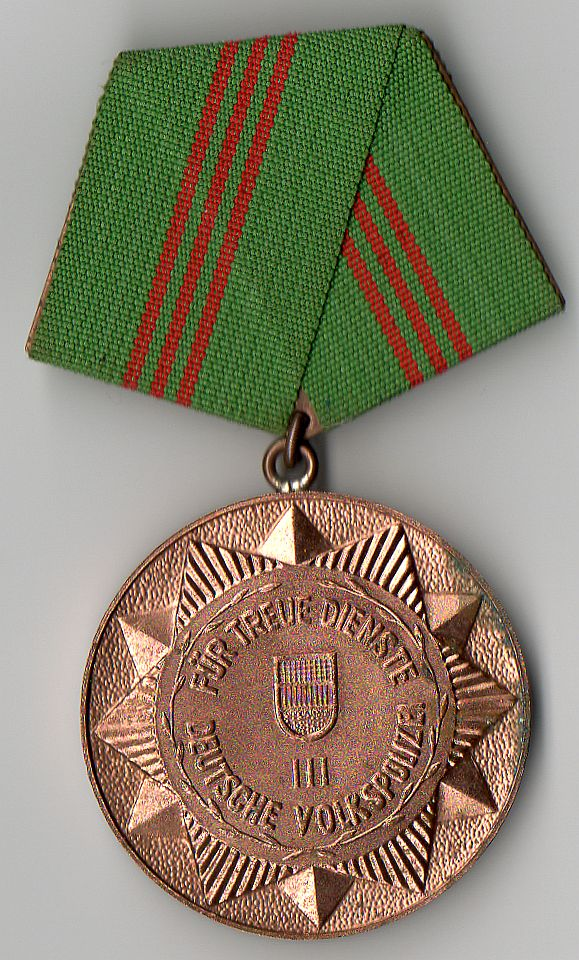
Medaille für Treue Dienste in der Deutschen Volkspolizei
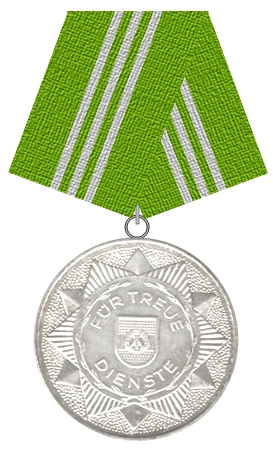
Medaille für treue Dienste in den bewaffneten Organen des Ministeriums des Innern
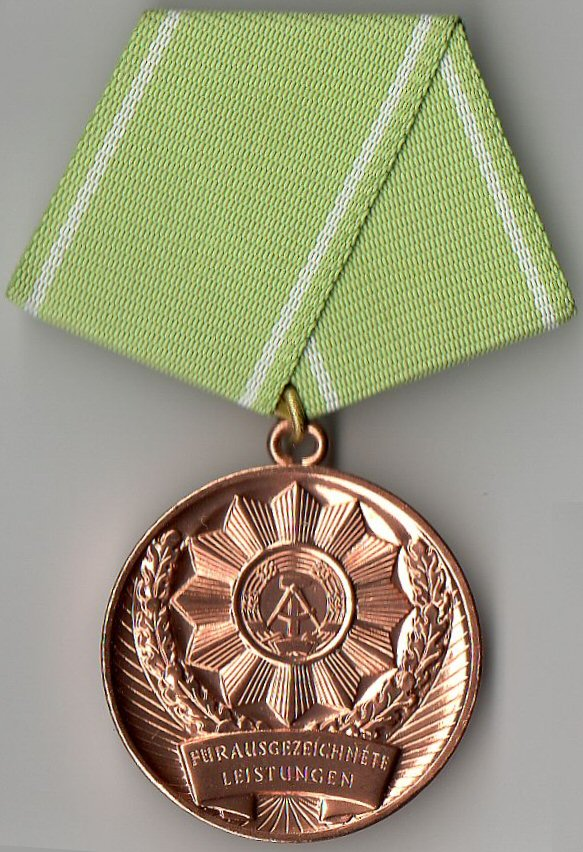
Medaille für ausgezeichnete Leistungen in den bewaffneten Organen des Ministeriums des Innern
Verdienstmedaille der Organe des Ministeriums des Innern

Die freiwillige Helferin der Volkspolizei Luise Dähne aus Berlin-Johannisthal wurde mit dem Vaterländischen Verdienstordens in Gold ausgezeichnet.

## Sonstiges

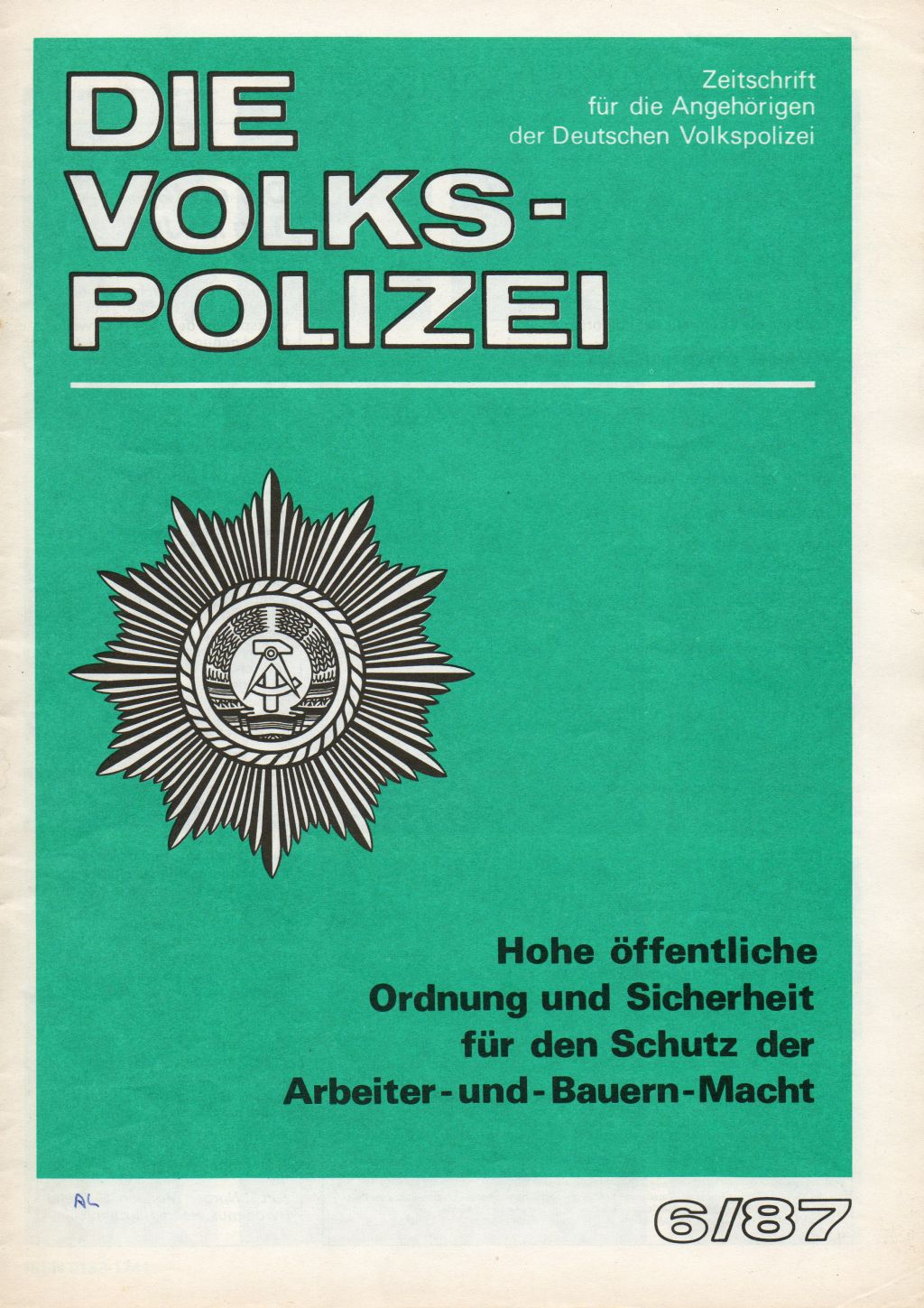
Zeitschrift „Die Volkspolizei“

Die monatlich erscheinende Zeitschrift Die Volkspolizei enthielt in jeder Ausgabe einen mehrseitigen Sonderteil über die Tätigkeiten der freiwilligen Helfer der Volkspolizei. Die Freiwilligen Helfer der VP genossen Sonderrechte wie Personendurchsuchungen, Verkehrsführung, aber auch vorläufige Festnahmen.

## Losungen, Gedichte
- Auch unser Platz als VP-Helfer ist ein Kampfplatz für den Frieden! – Losung zum Projekt Helfererkundungen 87, mit dem die Leistungsreserven der FH erhöht werden sollten
- Mein Arbeitsplatz – mein Kampfplatz für den Frieden! – Losung aller Werktätigen der DDR sowie der FH
- Dem Volke gehört unsere Kraft! – Losung zum 20. Jahrestag der Volkspolizei an der zahlreiche Vertreter der FH teilnahmen[140]

Die freiwilligen Helfer der Volkspolizei

Wenn die VP, wie wir im Volksmund sagen,

dein Freund und Helfer ist in Land und Stadt,

so dürfen wir dabei nicht unterschlagen,

daß dieser Helfer Helfershelfer hat.

Sie kennen die Gesetzesparagraphen

und wohnen in der Regel nebenan.

Sie sind auf Achse, wenn wir andern schlafen

und sorgen dafür, daß man schlafen kann.

Sie helfen uns in allen Wohnbereichen

beim Kampf um Ordnung, Ruh' und Sicherheit.

Man kann sie zwar nicht mit Maigret vergleichen

doch sind sie immer wach und hilfsbereit.

Sie helfen mit, daß wenn wir einen heben,

nicht Ständchen singen bis der Morgen graut,

daß unsre Fernsprechzellen länger leben

und keiner Wäsche von der Leine klaut.

Sie helfen Brände löschen und verhüten

und Sonntagsfahrern durchs Verkehrsgeflecht,

und lesen sie dir manchmal die Leviten,

reg dich nicht auf! Sie haben meistens recht.

Sie helfen den Bedrängten und den Schwachen

und sorgen für ein saubres Wohnrevier.

Sie tragen keine Uniform und wachen

doch immer unauffällig neben dir.

Ob Straße, Bahnhof, Strecke und Gewässer –

die Polizei reicht helfend ihre Hand.

Mit unserer Hilfe aber kann sie’s besser.

Drum hat sie Helfer überall im Land.

## Verordnungen
- Verordnung zur Zulassung freiwilliger Helfer zur Unterstützung der Volkspolizei vom 25. September 1952, Geschäftsblatt der DDR 1952, S. 967
- Verordnung über die Zulassung und die Tätigkeit freiwilliger Helfer zur Unterstützung der Deutschen Volkspolizei und der Grenztruppen der Nationalen Volksarmee vom 16. März 1964, Geschäftsblatt der DDR, Teil II, Nr. 30, S. 241–242
- Verordnung über die freiwilligen Helfer der Deutschen Volkspolizei vom 1. April 1982, Geschäftsblatt der DDR 1982, S. 343